# Efteling

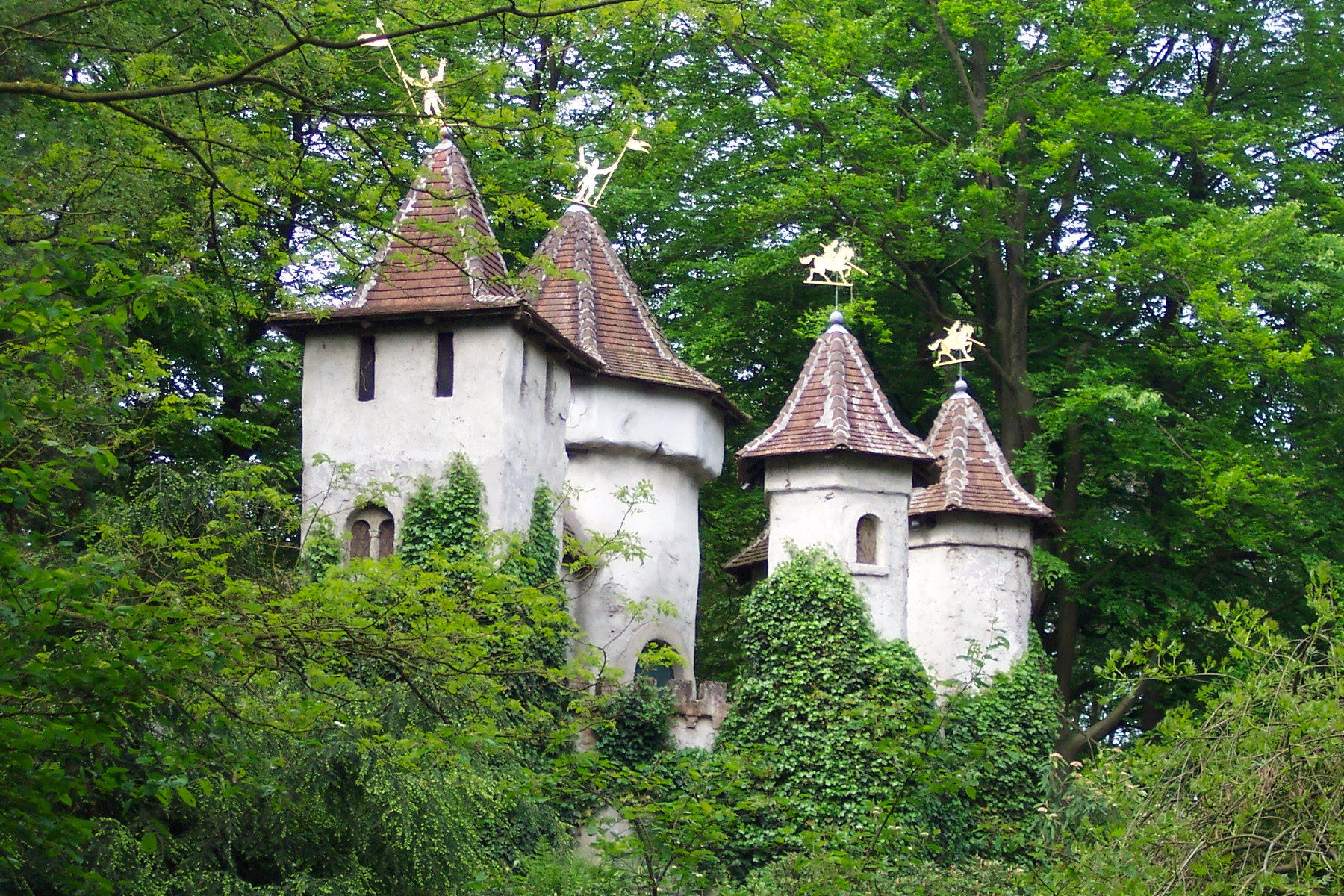
Het Kasteel van Doornroosje is het eerste sprookje dat men tegenkomt als men het Sprookjesbos inloopt via de Heksenpoort

De Efteling is een attractiepark en recreatiecomplex in Kaatsheuvel, een dorp in de Nederlandse provincie Noord-Brabant. Naast het attractiepark omvat de hele Wereld van de Efteling een theater (Efteling Theater), drie hotels (Efteling Grand Hotel, Efteling Wonder Hotel en Efteling Loonsche Land Hotel) en twee vakantieparken (Efteling Bosrijk en Efteling Loonsche Land).
De Efteling is qua bezoekersaantallen en oppervlakte het grootste attractiepark van de Benelux. Het behoort tot de meest bezochte themaparken van Europa en was in 2020, dankzij de coronapandemie, het meest bezochte attractiepark van Europa, hoewel Disneyland Paris (bestaande uit het Disneyland Park en het Walt Disney Studios Park) in totaal wel meer bezoekers aantrok.
De Efteling is onderscheiden met diverse prijzen, waaronder de Pomme d'Or voor het "beste recreatiepark van Europa" (1972) en de IAAPA Applause Award voor het "beste pretpark ter wereld" (1992). Sinds 1 april 2010 is het park het hele jaar door geopend.
Hoewel het park aanvankelijk was ingericht voor ouders met kinderen tot circa twaalf jaar, heeft de Efteling zich ontwikkeld tot een themapark voor alle leeftijden. Het is gegroeid van een natuurpark met een sprookjesbos, een speeltuin, roeivijvers en een theehuis tot een attractiepark met diverse achtbanen en darkrides van multinationals als Vekoma, Intamin AG, Bolliger & Mabillard, MACK Rides, ETF Ride Systems en Great Coasters International.
Het park is een van de oudste nog geopende themaparken ter wereld: natuurpark de Efteling opende op 11 mei 1951. Op 31 mei 1952 opende ook het Sprookjesbos.

## Geschiedenis

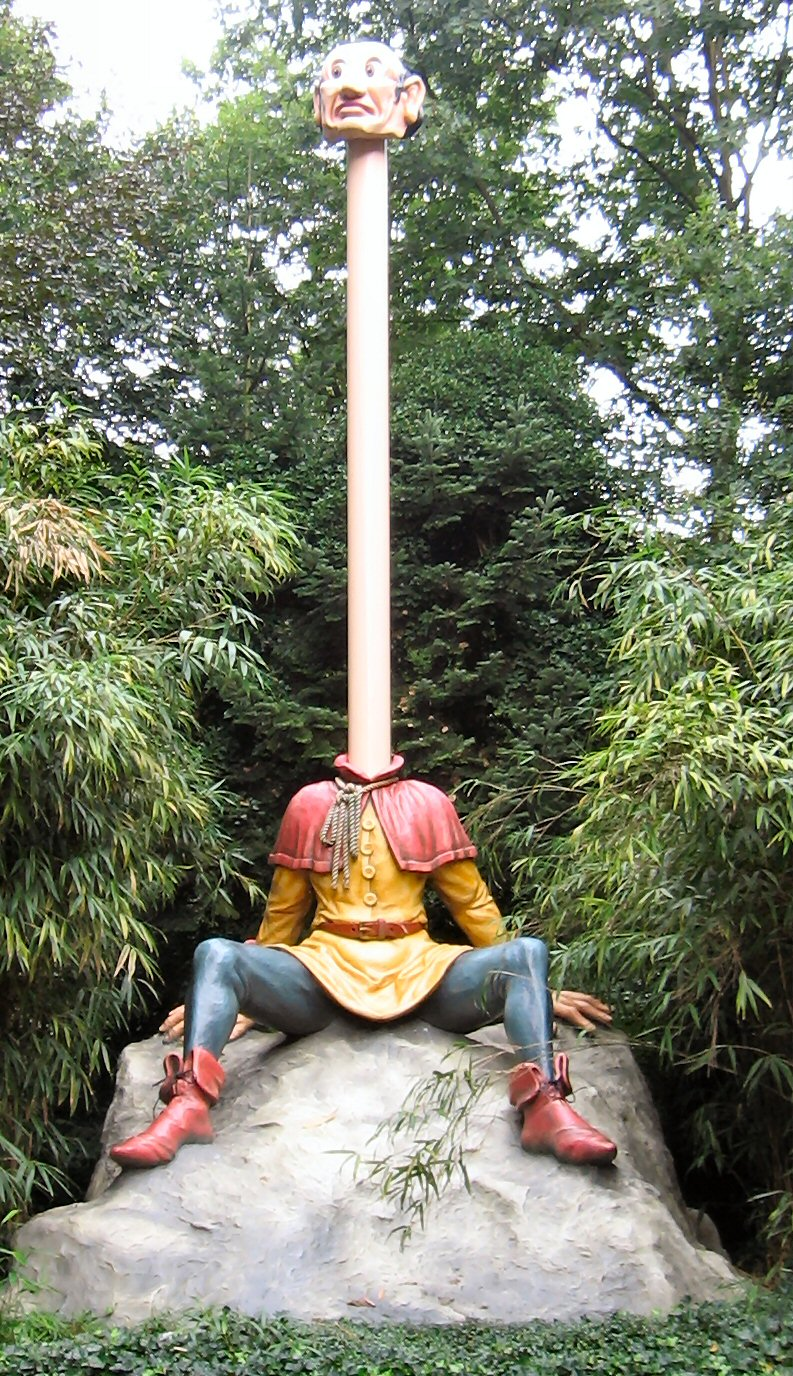
Langnek, een van de eerste tien sprookjes van het Sprookjesbos

De wortels van het huidige park liggen in 1935, toen het R.K. Sport- en Wandelpark op 19 mei geopend werd. De plannen om een sportterrein aan te leggen ontstonden in 1933 en werden geïnitieerd door pastoor De Klijn en kapelaan Rietra. Dit plan is later uitgebreid met een speeltuin en theehuis.
De tentoonstelling De Schoen '49 in 1949 was de aanzet tot uitbreiding van het park en er werden daartoe grote stukken grond aangekocht. De toegangspoort voor de tentoonstelling zou nog lang in gebruik blijven als entree van eerst het sportpark, en later de Efteling zelf.
In 1950 werd de Stichting Natuurpark de Efteling opgericht door de toenmalige burgemeester van Loon op Zand, Reinier van der Heijden, samen met de cineast Peter Reijnders en Anton Pieck. Reden voor de oprichting was dat de plaatselijke economie te veel afhankelijk was van de schoen- en leerindustrie. Het doel van de stichting was: "de lichamelijke ontwikkeling en ontspanning van de inwoners der gemeente Loon op Zand en de bevordering van het toerisme naar en binnen de gemeente, een en ander in katholieke geest". Reijnders was benaderd voor de technisch creatieve invulling. Hij wist Anton Pieck te strikken voor het ontwerpen van het Sprookjesbos. Oorspronkelijk kwam Betty van der Heijden - Perquin, de echtgenote van oprichter Reinier van der Heijden, met het idee van een sprookjestuin, zoals de tijdelijke Sprookjestuin in Eindhoven, die was aangelegd door Philips.

Binnen een tijdsbestek van twee jaar werden tien sprookjes in het Sprookjesbos gerealiseerd: het Kasteel van Doornroosje, het Kabouterdorp, De Bosbewaker (heden het sprookje van De Zes Dienaren geheten), de sprekende papegaai, de Chinese Nachtegaal (in 1979 vervangen door Draak Lichtgeraakt maar in 1999 in een uitgebreidere versie teruggekeerd), de Put van Vrouw Holle, Kabouterservice (heden Kleine Boodschap geheten), de grot van Sneeuwwitje en op het Herautenplein de kikkerkoning en de Magische Klok. Later zouden nog meer uitbreidingen volgen, met onder andere de sprookjes Roodkapje (1960), de kleine zeemeermin (1970), het meisje met de zwavelstokjes (2004), de nieuwe kleren van de keizer (2012), Pinokkio (2016) de zes zwanen (2019) en Prinses op de Erwt (2025).

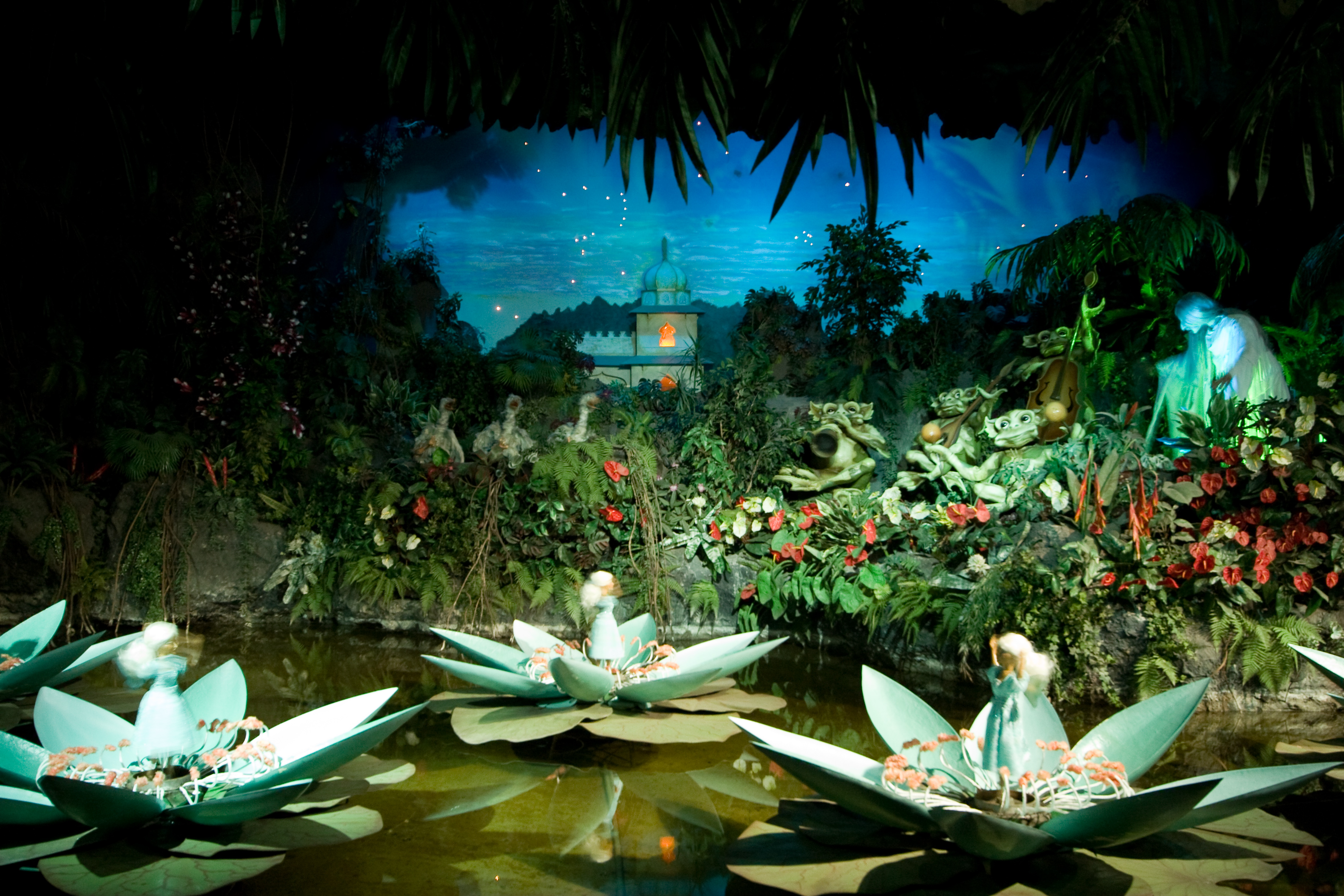
De Indische Waterlelies

Gestaag was het park ook al in de jaren vijftig begonnen met het openen van andere attracties. Op 11 mei 1956 opende de Efteling de Stoomcarrousel, de eerste grote attractie buiten het Sprookjesbos. Een andere nieuwigheid was in 1959 de bekende Holle Bolle Gijs: een prullenbak in de vorm van een sprookjesfiguur, die telkens "Papier hier! Papier hier!" zegt en na het deponeren van rommel "Dankuwel!". In het gehele park zijn zo'n twaalf Holle Bolle Gijzen te vinden. Ter ere van de vijftiende verjaardag van de Efteling werd in het Sprookjesbos het sprookje de Indische Waterlelies gerealiseerd, dat Koningin Fabiola van België in 1955 had geschreven als een van de twaalf sprookjes in de bundel Los doce Cuentos maravillosos.
Een van de belangrijkste personen in de Efteling-geschiedenis was ontwerper Anton Pieck, die vanaf de opening tot midden jaren zeventig voor het park werkte. Het sprookje van de wolf en de zeven geitjes was het laatste ontwerp van zijn hand. Hij werd als hoofdontwerper opgevolgd door Ton van de Ven. Van de Ven werkte sinds 1965 bij de Efteling en zijn werk behaagde Pieck. Zijn aanstelling in 1974 als creatief directeur zou het begin van een omslag in het park inluiden: voortbordurend op de formule van Pieck, maar steeds meer uitgroeiend tot een volwaardig attractiepark.

### Van Sprookjesbos naar attractiepark

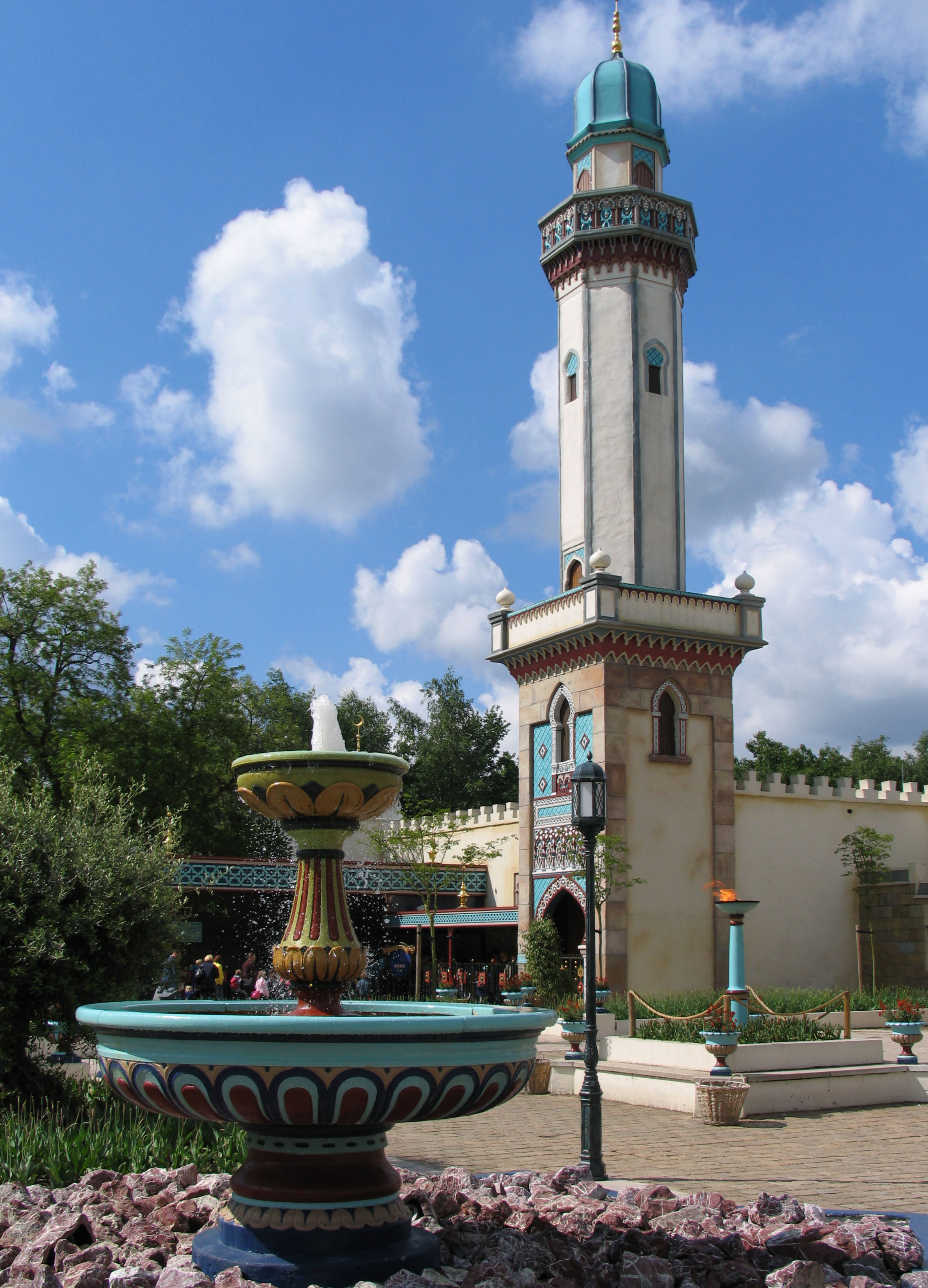
Fata Morgana

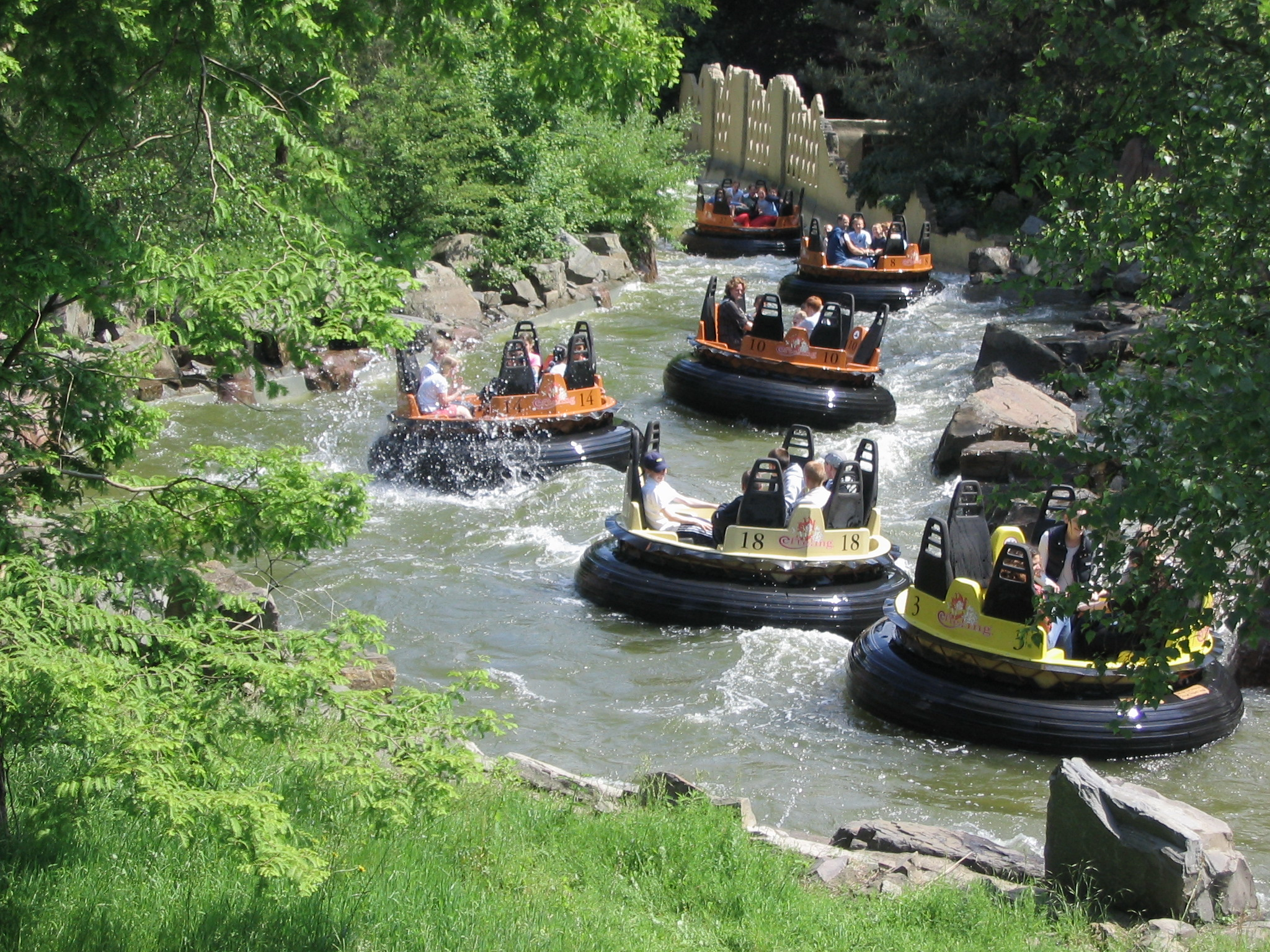
Piraña

Kort voor en tijdens de jaren tachtig was sprake van een omslagpunt in het beleid van de Efteling. In de jaren zeventig had het park te maken met teruglopende bezoekersaantallen en een grotere concurrentie, en om dit op te vangen werd onder meer besloten de doelgroep uit te breiden. In 1978 werd het Spookslot geopend, de eerste attractie die volledig van de hand van Ton van de Ven was. In 1981 volgde de opening van de stalen achtbaan, genaamd de Python. Met zijn 750 meter was het indertijd de grootste stalen achtbaan op het Europese vasteland. Snelheden tot 85 km/h konden worden bereikt, het hoogste punt is 29 meter. De Python heeft vier inversies: twee loopings en twee kurkentrekkers.
In de jaren daarna volgden uitbreidingen met attracties die naast een fraaie aankleding aangevuld waren met spannende elementen. In 1982 werd de op dat moment grootste schipschommel ter wereld, de Halve Maen, geopend. Daarna volgden de wildwaterbaan Piraña en de bobsleebaan Bob. De 'spectaculaire attracties' werden gecompenseerd door andere attracties zoals de darkride Carnaval Festival en Monsieur Cannibale - beide gelegen in het latere Reizenrijk. Vooral die eerste attractie - bedacht door Joop Geesink en gebaseerd op de Disney-attractie It's a Small World - stond in contrast met de andere attracties door de felle kleuren en het uiterst vrolijke thema. De attractie genoot grote populariteit en het personage Jokie de Pretneus was geruime tijd de mascotte van de gehele Efteling.

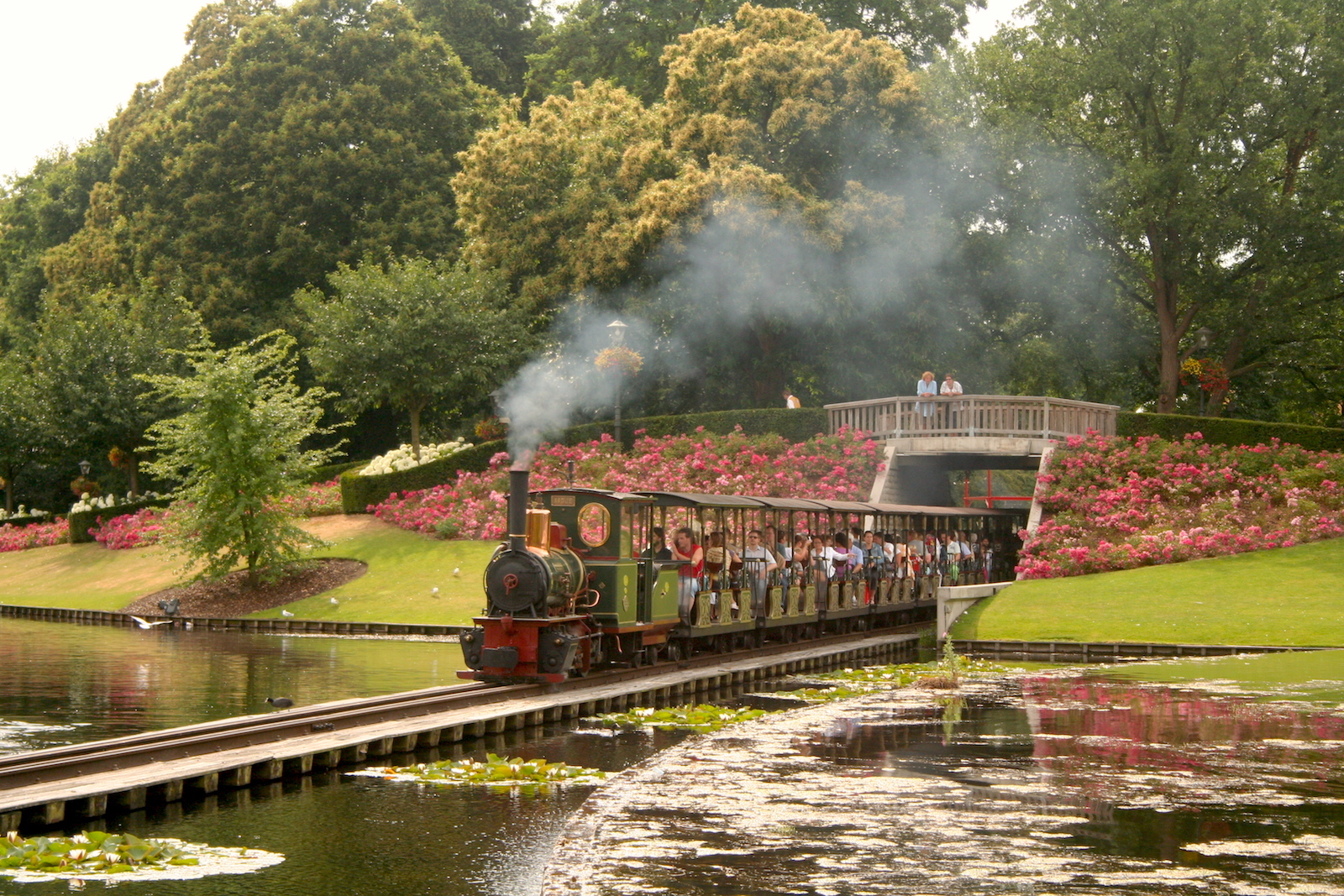
Locomotief 'Aagje' met trein van de Efteling Stoomtrein Maatschappij rijdt over de brug over de Siervijver

De in 1969 geopende Efteling Stoomtrein vormt sinds 1984 een ringlijn van drie kilometer, waarmee deze een extra attractie ging vormen, doordat nu ook een rondrit (van ruim een kwartier) kon worden aangeboden.
Na een periode vol investerings- en vernieuwingsdrang keerde de Efteling rond 1985 terug naar het sprookjesthema. De grote attractie van 1986 was de darkride Fata Morgana, een aaneenschakeling van scènes in oosterse, Arabische stijl. Een jaar later verscheen een andere attractie met een oosters thema: de Pagode, een uitzichttoren met een hoogte van 45 meter. Ook in het Sprookjesbos werd geïnvesteerd: daar verscheen in 1988 de Trollenkoning. In 1989 introduceerde ontwerper Henny Knoet de nieuwe mascotte van het park, de tovernar Pardoes. In 1990 kreeg een ander Eftelingsprookje zelfs een eigen gebied: sindsdien woont het Volk van Laaf, een idee van Ton van de Ven, in het Lavenlaar.
In 1991 werd de houten achtbaan Pegasus geopend en ontving de Efteling haar 50 miljoenste bezoeker sinds 1952. Een jaar later bestond het park veertig jaar en had de darkride Droomvlucht moeten worden geopend. Die datum werd niet gehaald, uiteindelijk kon de attractie pas een jaar later openen. In 1996 werd het madhouse Villa Volta geopend, waarvoor de Efteling een publieksprijs ontving. In 1998 volgde de overdekte achtbaan Vogel Rok. Tussen 1996 en 2000 was de Efteling zijdelings betrokken bij plannen om een darkride in de binnenstad van Den Haag te bouwen. Het project, Dutch History, ging om diverse redenen niet door.

### Uitbreidingen in de 21e eeuw

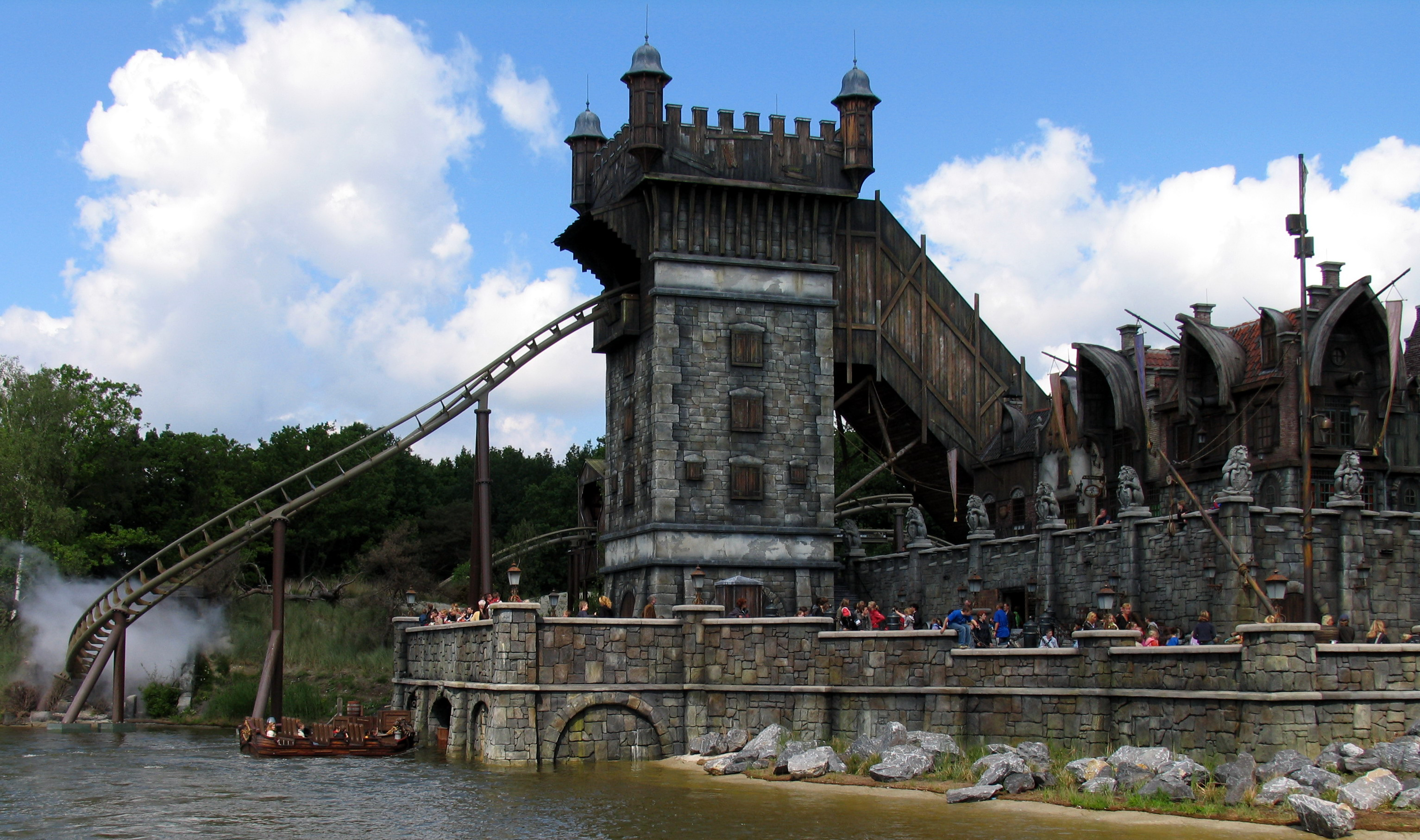
De Vliegende Hollander

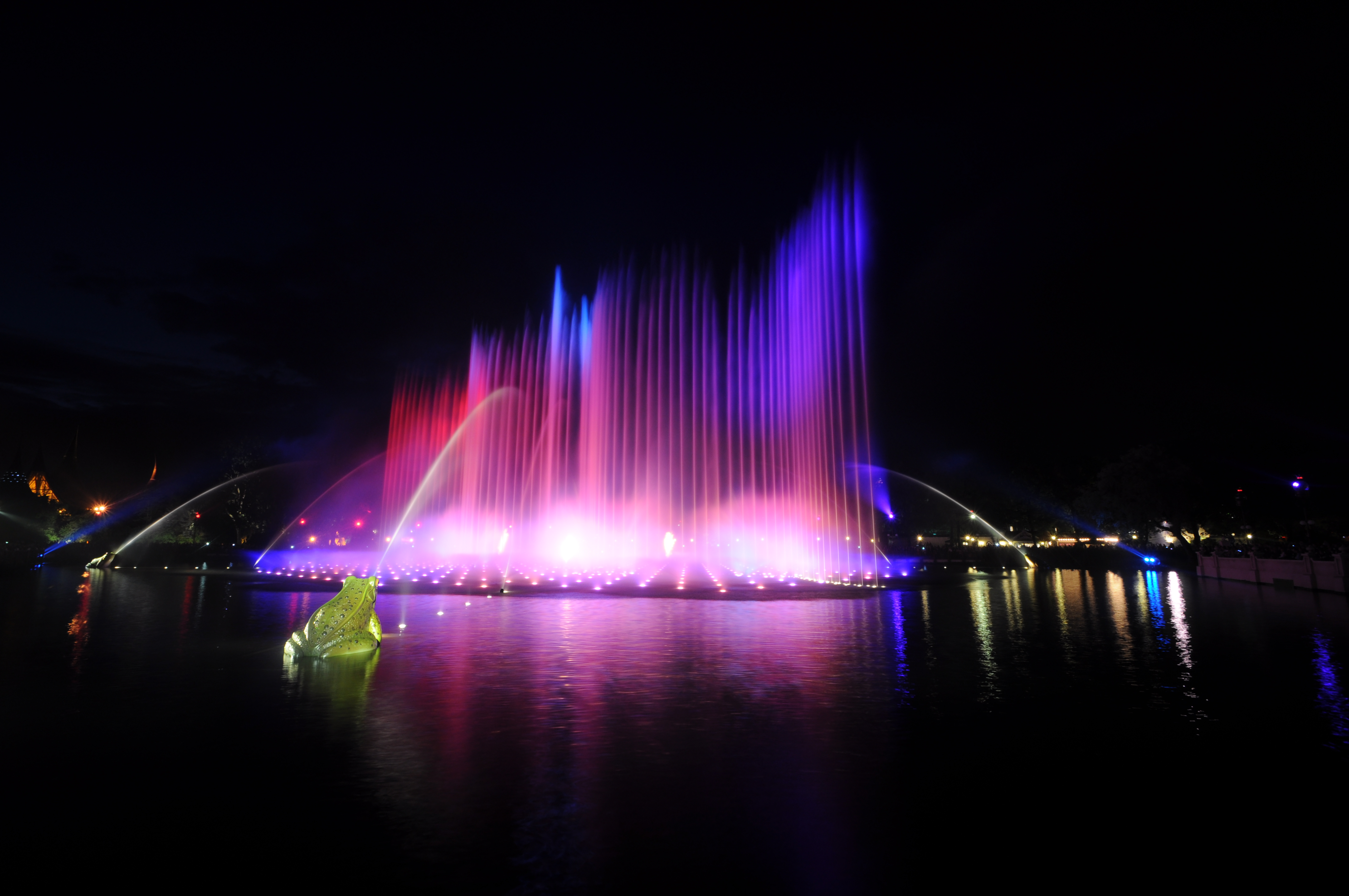
Aquanura

In 2002 vierde de Efteling haar vijftigjarig jubileum met de opening van een theater en de 3D-bioscoop PandaDroom. PandaDroom werd gerealiseerd in samenwerking met het Wereld Natuur Fonds en toonde op een scherm van 9 bij 20 meter een driedimensionale animatiefilm die met een speciaal brilletje "uit het scherm" lijkt te komen. In 2019 is de film in de 3D-bioscoop veranderd naar de film Fabula.
In 2003 werd het Anton Pieckplein vernieuwd, een project van de ontwerper Michel den Dulk. Op 15 december 2004 opende het 25e sprookje in het Sprookjesbos: het meisje met de zwavelstokjes, ter gelegenheid van het tweehonderdste geboortejaar van de schrijver Hans Christian Andersen in 2005.
Nadat Ton van de Ven in 2003 afscheid van het park had genomen, kwam er een ontwerpafdeling met de naam Design & Development. Een van de leidende ontwerpers in dit team is Karel Willemen. Hij heeft onder andere de Vliegende Hollander, Joris en de Draak (houten race-achtbaan), Assepoester, de nieuwe trein voor de Python en de nieuwe gondels van de Bob ontworpen. Ook het nieuwe vakantiepark Bosrijk is voor een deel door Willemen ontworpen.
In 2007 opende de Efteling de attractie De Vliegende Hollander in het Ruigrijk, een waterachtbaan. Na een gethematiseerde wachtrij en een darkridegedeelte met verschillende scènes (waaronder "varen op open zee") worden de cabines de takelhelling opgetrokken om vervolgens na een achtbaangedeelte de voormalige kanovijver in te duiken. De kosten van deze attractie bedroegen 21 miljoen euro, waarmee hij destijds niet alleen de grootste, maar ook de duurste attractie was in de geschiedenis van het park.
In 2007 werd aan het Dwarrelplein tijdelijk de waterattractie Sprookjes Waterpret toegevoegd. In 2008 werden twee nieuwe presentaties voor het Sprookjesbos aangekondigd: Assepoester, en de Sprookjesboom, bekend van het gelijknamige programma door Efteling Media. De uitbeelding van Assepoester werd ontworpen door Karel Willemen. Het landhuis is gelegen achter de Kleyne Klaroen, een horecapunt aan het Herautenplein. De Sprookjesboom opende op 1 april 2010.

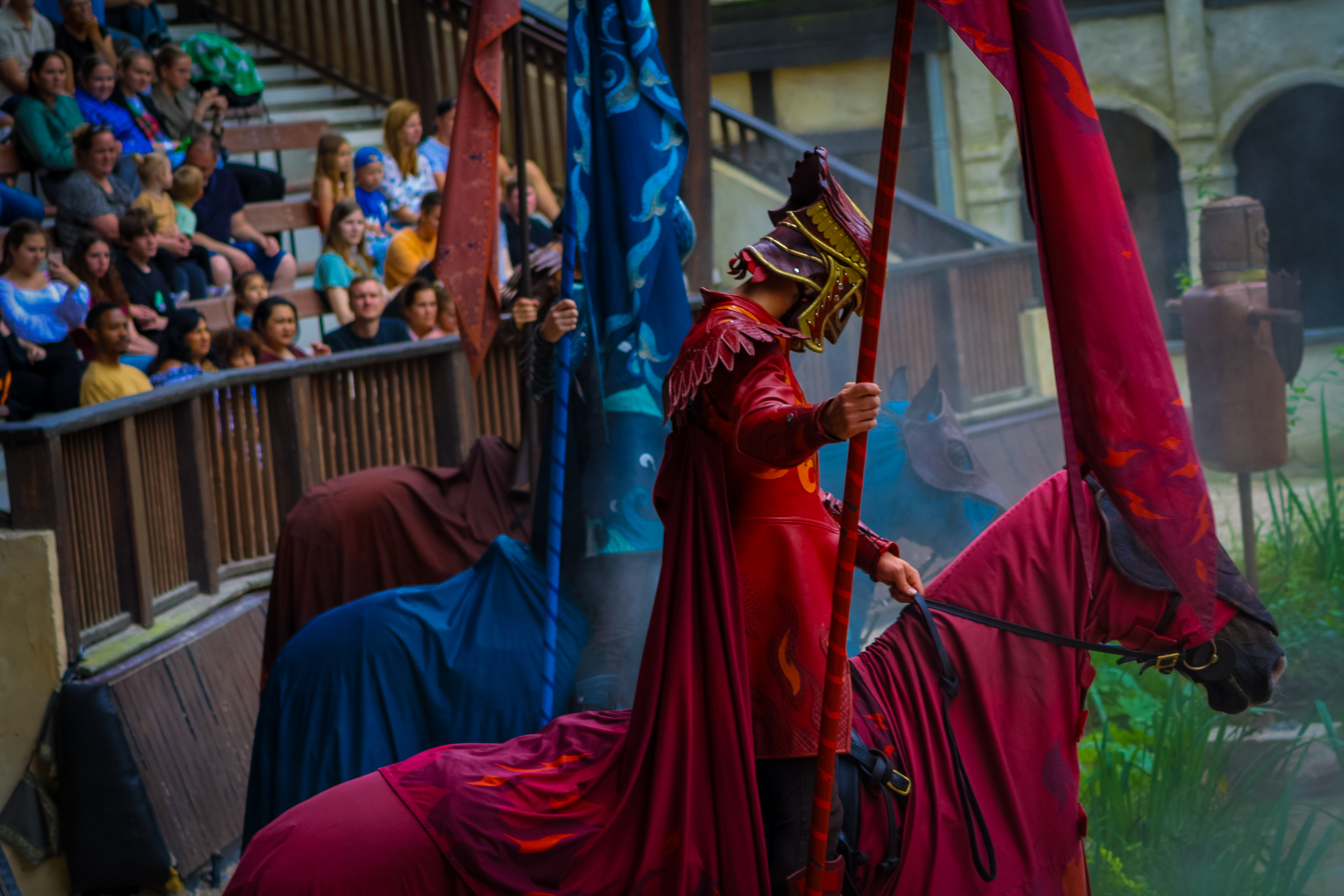
Raveleijn

Op 1 juli 2010 opende de houten race-achtbaan Joris en de Draak, een dubbele achtbaan met een topsnelheid van 75 kilometer per uur. Joris en de Draak staat op de plek van de voormalige houten achtbaan Pegasus. Midden in de achtbaan verrijst een ruim tien meter hoge draak, die een van de publiekstrekkers van de achtbaan vormt. In 2011 opende Raveleijn aan het Ton van de Ven-plein, ontworpen door Sander de Bruijn. Het omvat een groot openluchttheater, een horecavoorziening en kantoren.
In 2012 vierde de Efteling het zestigjarig jubileum. Hierbij zou de attractie Hartenhof openen, een darkride in de stijl van Droomvlucht en Fata Morgana. De attractie zou centraal in het park gebouwd worden, zodat hij een nieuw Efteling-icoon kon worden. De openingsdatum werd om technische redenen uitgesteld. Het pannenkoekenrestaurant, Polles Keuken, werd wel geopend. Ook keerde Jokie terug als vervangende gastheer van Loeki in het Carnaval Festival. Vanwege het jubileum werd bovendien Aquanura gebouwd, een fonteinenshow in de voormalige Roeivijver. Eind 2012 deed bij tien attracties in het park de baby switch zijn intrede. Ook opende een nieuw sprookje: De nieuwe kleren van de keizer.
In 2013 werd de parkshow Raveleijn vernieuwd, in samenwerking met het park Puy du Fou. Het sprookje Langnek werd opgeknapt. Ook kregen Droomvlucht en Fata Morgana een onride-foto. Droomvlucht werd in een nieuw jasje gestoken met vernieuwde wachtrij, baandelen en nieuwe trollen en elfjes. In 2014 werden restaurant het Witte Paard en de Piraña gerenoveerd en teruggebracht naar hun oude staat. Ook werden twee nieuwe shows van Aquanura geïntroduceerd: een standaardshow en een show voor speciale evenementen, die werd ontwikkeld in samenwerking met DJ Tiësto.

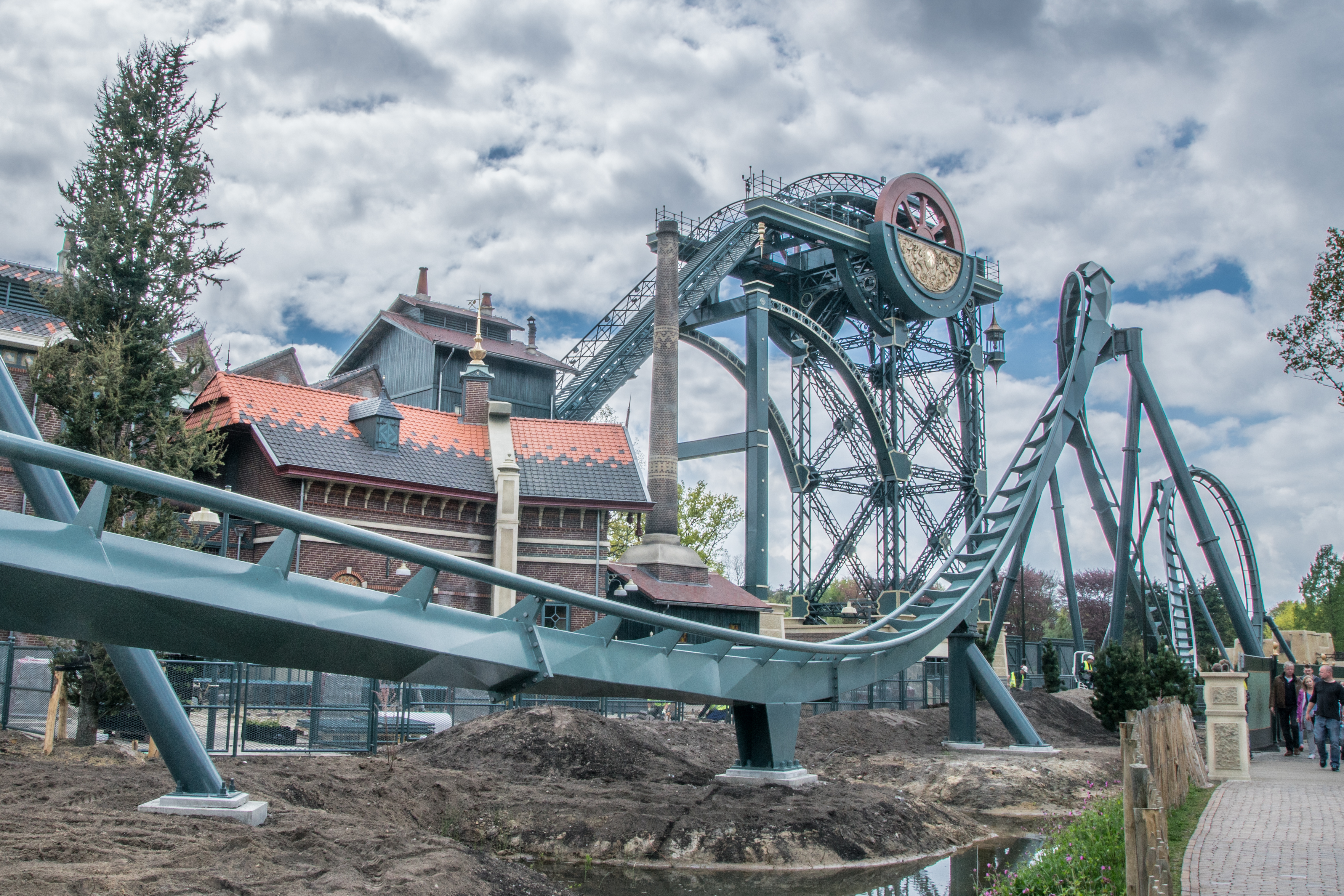
Baron 1898 in aanbouw

In 2015 besteedde de Efteling 36 miljoen euro aan de duikachtbaan Baron 1898 en een uitbreiding van Efteling Bosrijk met vierhonderd bedden. Daarnaast werd ook de Game Gallery vernieuwd. In 2016 opende het park het 29e sprookje in het Sprookjesbos: Pinokkio.
Op 31 mei 2017 opende de Efteling een tweede vakantiepark. In het Loonsche Land, een aan de Efteling grenzend natuurgebied van ruim 8 hectare, is ongeveer 30 miljoen besteed aan accommodaties in een appartementencomplex van vijf verdiepingen en negentig losse huisjes, met in totaal duizend bedden. De Hartenhof, die 42,5 miljoen euro zou gaan kosten en gepland stond voor 2012, opende haar deuren op 1 juli 2017 onder de naam Symbolica: Paleis der Fantasie. Begin 2018 heropende de Python na een grondige renovatie. In 2019 sloot de bobbaan om plaats te maken voor Max & Moritz. Ook werd het Carnaval Festival in 2019 vernieuwd. De verlichting werd aangepast en poppen die als racistisch werden ervaren, werden vervangen. Ook werd er een nieuw effect toegevoegd dat geactiveerd wordt als de karretjes stilstaan om gehandicapten te laten instappen. Er wordt dan andere muziek gespeeld en de figuren geven een eigen voorstelling, waarbij de lampen van kleur veranderen. Verder werd Pandadroom aangepast naar Fabula, omdat de samenwerking met het Wereld Natuur Fonds werd stopgezet. Het gebouw is blijven bestaan, maar er wordt sinds 2019 een andere film vertoond. Ook de film van de voorshow en het restaurant zijn aangepast.
Op 14 maart 2020 sloot het attractiepark de deuren voor bezoekers vanwege de coronacrisis in Nederland. De sluiting was de eerste keer sinds 31 maart 2010 dat het park minstens een dag gesloten was. Hoewel het park gesloten was, werden diverse werkzaamheden verdergezet, zoals bouw en onderhoud. Het park kon op 20 mei 2020 weer open. Wel waren er in het park hygiënemaatregelen getroffen. Ook werden wijzigingen doorgevoerd om overal te zorgen voor anderhalve meter afstand tussen bezoekers, wat gedurende de coronacrisis verplicht was. Zo werden achtbaantreintjes maar deels gevuld, kregen de meeste wachtrijen spatschermen en werden smalle paden eenrichtingsverkeer. Restaurants en winkels hadden een (verlaagd) maximum aantal gasten.
Op 20 juni 2020 werd de familie-achtbaan Max & Moritz geopend voor het publiek.
Eind 2020 volgende opnieuw twee sluitingen: een korte van 5 tot en met 18 november en een lange van 15 december tot en met 18 mei 2021.
De meeste van de coronamaatregelen in het park golden tot het afschaffen van de anderhalvemeterregel op 25 september 2021. Deze regel werd op 14 november 2021 opnieuw ingevoerd, zij het uitsluitend op locaties die niet werkten met een coronatoegangsbewijs. Om die reden werd het tonen van een coronatoegangsbewijs bij de ingang van de Efteling vanaf 14 november verplicht. Twee weken later verplichtte de rijksoverheid ook op locaties met een coronatoegangsbewijs de anderhalve meter afstand regel, waardoor de meeste coronamaatregelen terugkeerden in het park (zoals de spatschermen). Op 19 december 2021 werd het pretpark weer gedwongen te sluiten.
Op 5 september 2021 waren Monsieur Cannibale en het naastgelegen Avonturen Doolhof voor het laatst geopend. Monsieur Cannibale zou een ingrijpende renovatie ondergaan en op 1 januari 2022 heropenen als Sirocco. Het Avonturen Doolhof verdween en werd vervangen door waterspeelattractie Archipel, die evenals gepland stond te openen op 1 januari 2022. Beide attracties werden onderdeel van een nieuw themagebied genaamd Wereld van Sindbad.
Op 4 december 2021 werd het themagebied rondom Max & Moritz compleet met de opening van een nieuwe horecalocatie: Bäckerei Krümel.
In september 2022 werd het iconische Spookslot na 44 jaar afgebroken om plaats te maken voor een nieuwe attractie. De bouw van de vervanger begon in 2023, met als doel een eerbetoon te brengen aan de sfeer en muziek van het oorspronkelijke Spookslot, maar in een vernieuwde en interactieve vorm.
In 2023 organiseerde het Het Noordbrabants Museum een expositie over de Efteling onder de naam: Efteling: De Tentoonstelling. 
Op 3 augustus 2024 heropende het Lurk en Limoenhuys in het Lavenaar als nieuw kijktafereel. De grootste nieuwe toevoeging aan het Lavenaar sinds de jaren 90. Datzelfde jaar werd het kasteel van Doornroosje gerenoveerd en deels opnieuw opgebouwd. Daarbij werd er een nieuwe, tweede, schildwachter aan het sprookje toegevoegd.
Op 31 oktober 2024, tijdens Halloween, opende de nieuwe attractie Danse Macabre haar deuren. In deze attractie worden bezoekers ondergedompeld in een macabere en spookachtige wereld, waarin ze zelf de "dodendans" dansen in draaiende koorbanken. Dit alles wordt begeleid door de beroemde muziek Danse Macabre van Camille Saint-Saëns, die ook al in het oude Spookslot te horen was.
Een opvallend personage in de attractie is dirigent Joseph Charlatan. Deze mysterieuze en charismatische figuur was oorspronkelijk bedoeld voor een uitbreiding van het Spookslot, maar kreeg pas in Danse Macabre zijn definitieve plek. Tijdens de hoofdshow verschijnt hij als een zwevende animatronic boven het orgel en dirigeert hij de dans, wat bijdraagt aan de betoverende en griezelige sfeer van de attractie.

## Sfeer

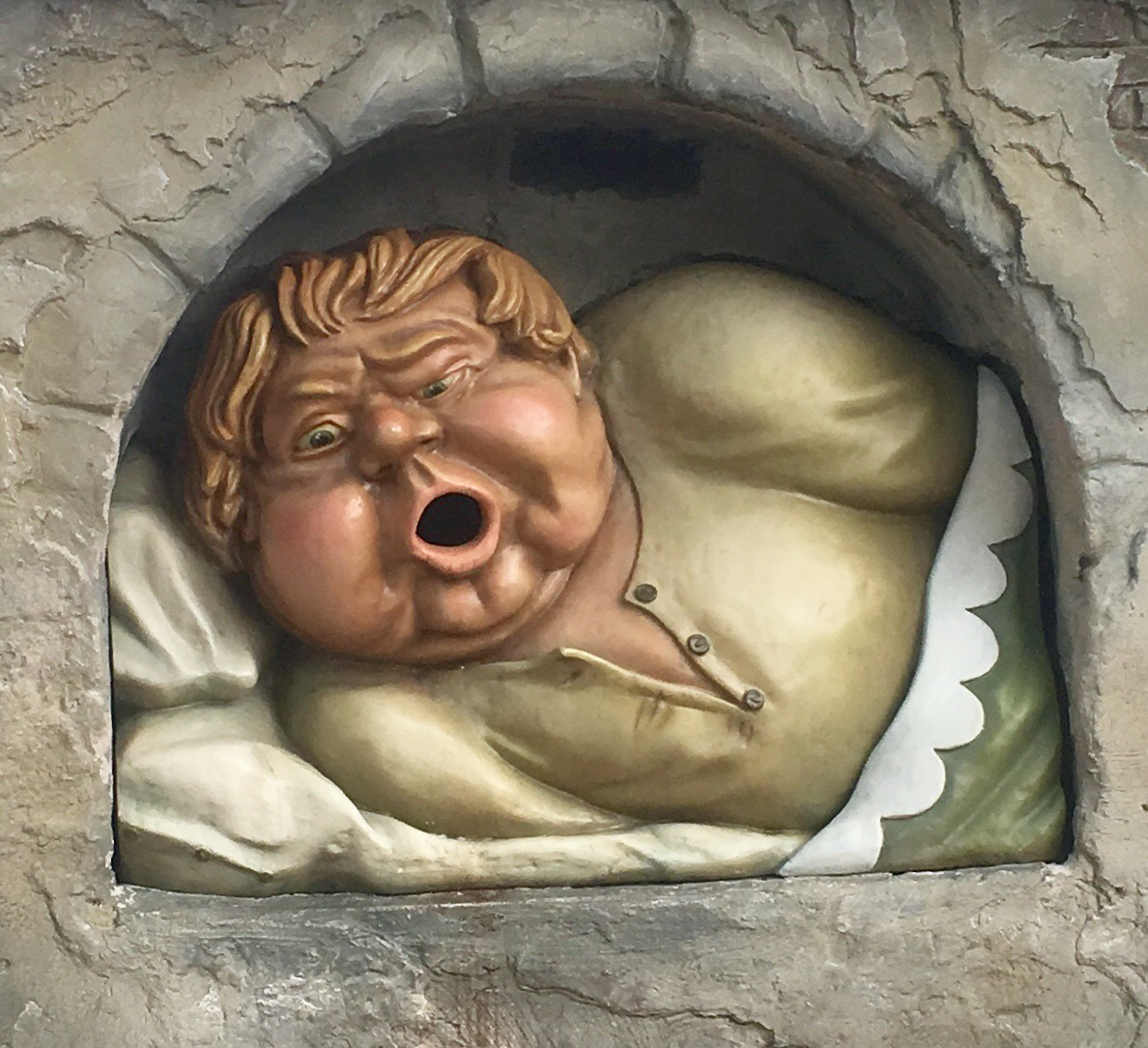
Holle Bolle Gijs roept: Papier hier!

Toen de Efteling in de jaren 50 haar deuren opende, hanteerde het park een duidelijk herkenbare stijl. Verwijzend naar de tekeningen van Anton Pieck waren de gebouwtjes en taferelen gebouwd in een sprookjesachtige en typische stijl. In de typografie werd veel gebruikgemaakt van het speciale lettertype dat Anton Pieck had ontworpen. Als kleuren werden vooral "Piecks rood", "Piecks groen" en "Piecks oker" gebruikt: kleuren waarvan het leek of ze in loop der tijd vervaagd waren.
Door de jaren heen heeft de Efteling andere stijlen in huis gehaald. De Python is hier een goed voorbeeld van, maar exotische invloeden (zoals de 'Thaise' Pagode en Piraña uit de tijd van de Azteken) vonden hun weg naar het park. Toch probeerde het park de Pieckstijl aan te houden.
Het uiterlijk van de Efteling werd bepaald door de sfeer van de ontwerpen en de architectuur van de attracties in de bosrijke omgeving. Een van de voorwaarden die Anton Pieck stelde, was het gebruik van authentieke materialen, zodat de gebouwtjes zouden worden opgetrokken in steen en hout in plaats van decors van bordkarton. De romantische stijl van Anton Pieck, met een hang naar het verleden, vormde de basis waarop bijna alle bestaande attracties gebaseerd werden. Vooral het sprookje Het meisje met de zwavelstokjes is door Michel den Dulk in een typische Pieck-sfeer vormgegeven. In het park zijn ook andere stijlen zichtbaar (met name in het parkdeel Ruigrijk), waaronder die van ontwerper Karel Willemen. Fantasierijk, het themagebied rond de hoofdentree en het centrum van de Efteling, is gebaseerd op het werk van Henny Knoet. Raveleijn is weer geïnspireerd op de oorspronkelijke stijl van Anton Pieck.
In 1999 werden in het hele park muziekluidsprekers geplaatst voor meer sfeer in het park. In 2005 heeft Maarten Hartveldt voor het gehele park muziek gecomponeerd die gebaseerd is op een centraal thema. Zijn symfonische composities zijn te horen in Het Huis van de Vijf Zintuigen, het Marerijk, Ruigrijk, Reizenrijk, Anderrijk, op de parkeerplaats, het Carrouselplein en het Dwarrelplein. In 2012 werd op Promenade en Brink het oude muziekthema van René Merkelbach teruggeplaatst. Voor het 65-jarige jubileum in 2017 verdween de parkmuziek van Hartveldt, om plaats te maken voor nieuwe muziek, gecomponeerd door Merkelbach. Veel attracties en sprookjes in de Efteling bevatten stemmen van bekende Nederlanders, zoals Jules Croiset en Hein Boele (Villa Volta), Paul van Gorcum (Baron 1898), Wieteke van Dort (de stem van diverse sprookjes in het Sprookjesbos), Anneke van Giersbergen (Baron 1898 en Raveleijn), Joey van der Velden (Symbolica), Carol van Herwijnen (Sneeuwwitje), Hero Muller (Sprookjesboom), Brigitte Kaandorp (Max & Moritz), Raymond Thiry (Danse Macabre) en Guus Dam (Joris en de Draak).

## De Wereld van de Efteling

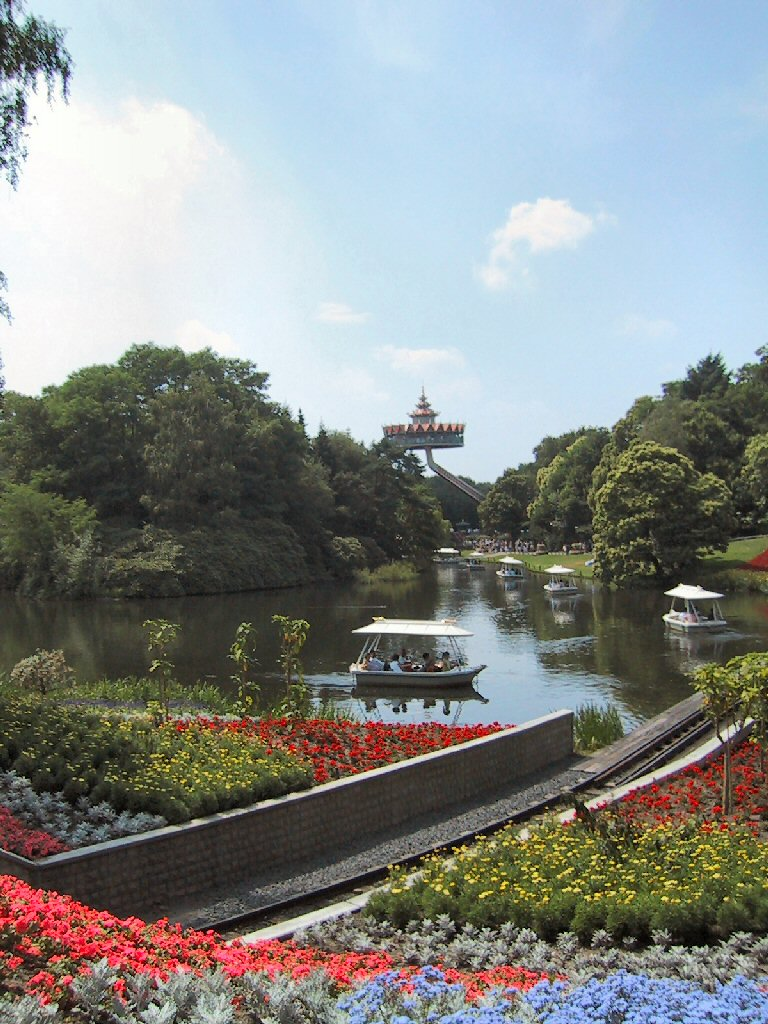
Gondoletta, met op de achtergrond de Pagode en op de voorgrond de rails van de Efteling Stoomtrein

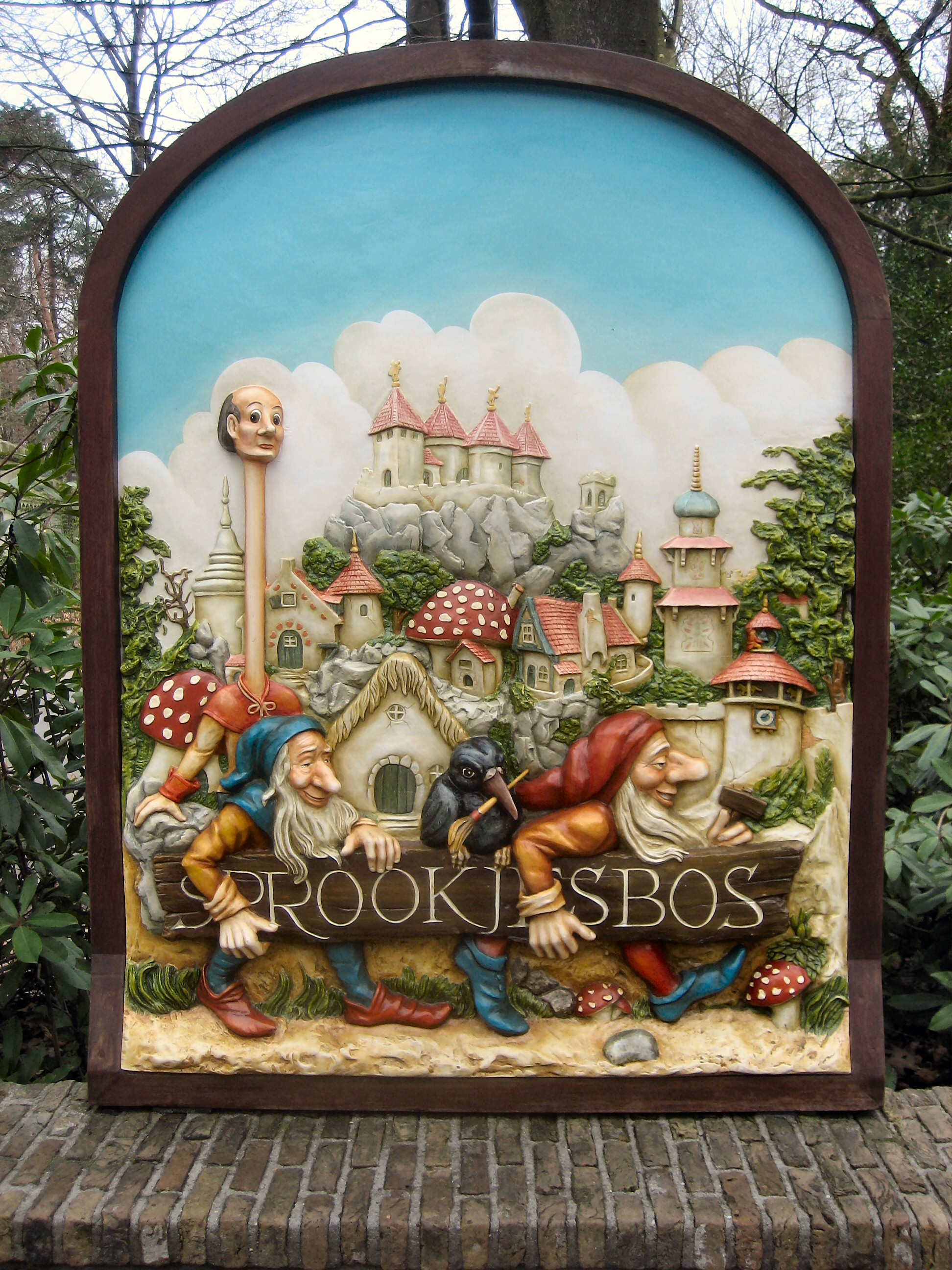
Toegangsbord tot het Sprookjesbos met diverse sprookjesfiguren

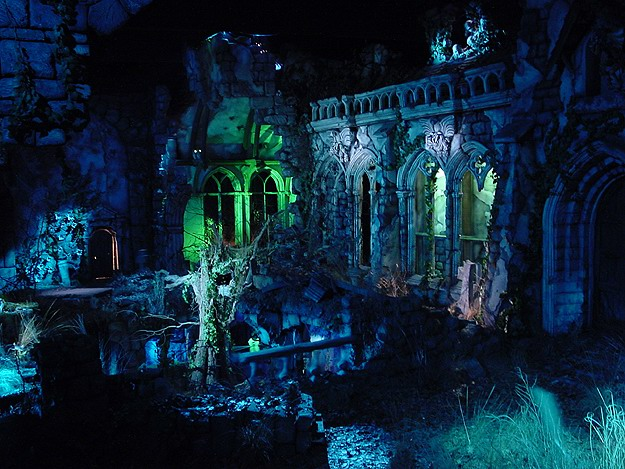
Het voormalige Spookslot

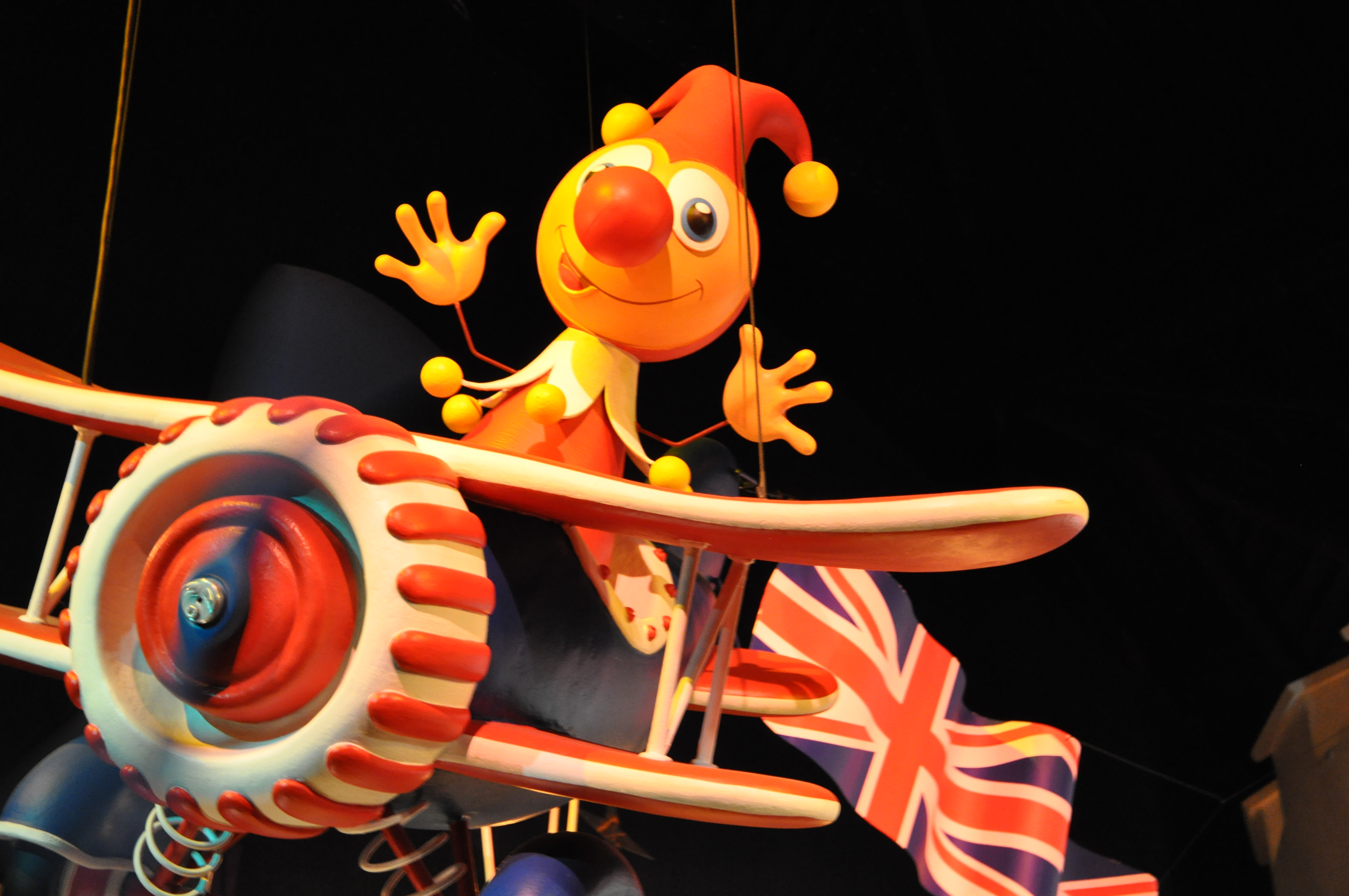
Carnaval Festival

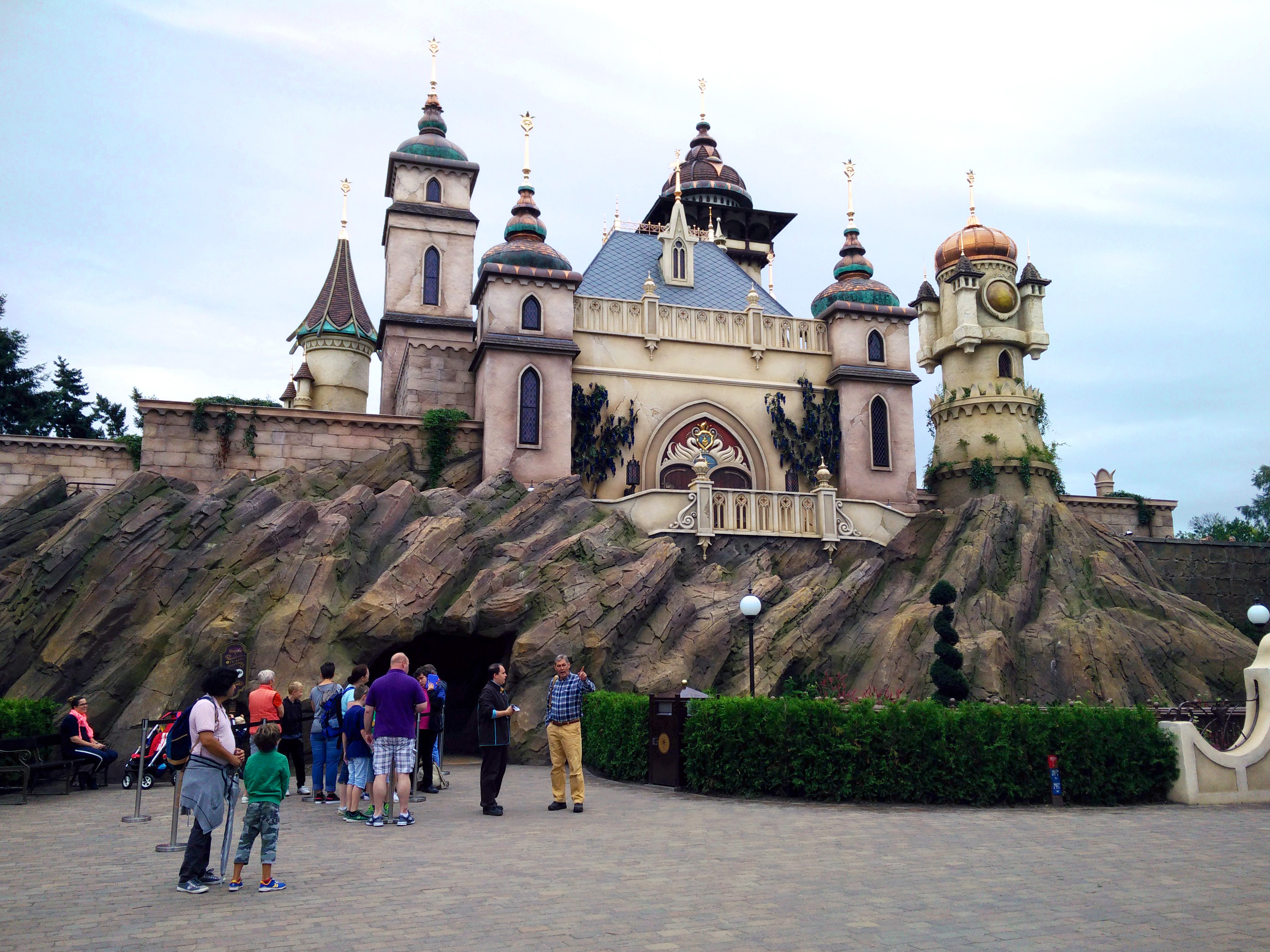
Symbolica

De Efteling bestaat uit meer dan het attractiepark, dat op zijn beurt ook weer is ingedeeld in verschillende delen. Het gehele complex omvat een theater (Efteling Theater), twee hotels (Efteling Hotel en Efteling Loonsche Land), twee vakantieparken (Efteling Bosrijk en Efteling Loonsche Land), een vakantieverblijf voor zieke kinderen (Villa Pardoes) en een natuurgebied (het Loonsche Land).

### Efteling Park
Het park heeft een oppervlakte van 72 ha en bestaat uit vijf themagebieden ("Rijken"): Marerijk, Anderrijk, Reizenrijk, Ruigrijk en Fantasierijk. Vanaf november 2023 wordt het Sprookjesbos als een apart themagebied gezien.

#### Fantasierijk
Fantasierijk ligt rond de hoofdentree van het park en ligt centraal in de Efteling. Het Huis van de Vijf Zintuigen is sinds het najaar van 1995 in gebruik als toegangsgebouw van het attractiepark. Achter het gebouw liggen het Efteling Theater, waar buiten de parkopenstelling grote musicalvoorstellingen worden gegeven, en de vijver waar de watershow Aquanura zich bevindt. Na de entree volgt het zogeheten Dwarrelplein dat overgaat in de Pardoes Promenade, een 21 meter brede laan van 270 meter lang die rechtstreeks naar het centrum van het park leidt. Dit gebied is gethematiseerd naar de wereld van Pardoes de Tovernar, met de darkride Symbolica en het pannenkoekenrestaurant "Polles Keuken".
Attracties
- Aquanura (water- en lichtshow)
- Symbolica (spoorloze darkride)
- Fabula (4D-film)

#### Marerijk
Marerijk ligt in het westen van het park en grenst in het oosten aan het Reizenrijk en in het zuiden aan de Pardoes Promenade.
Het begrip 'mare' is een synoniem uit het Oud-Nederlands voor vertelling, wat ernaar verwijst dat dit parkdeel gericht is op sprookjes en mythologie. Ook veel van de overige attracties in Marerijk grijpen terug op de vroege jaren van het park, zoals het Efteling Museum op het nostalgische Anton Pieckplein en het rondom de 19de-eeuwse Stoomcarrousel gebouwde Carrouselpaleis. Een ander themagebied in het Marerijk is het Lavenlaar, waar het Volk van Laaf gevestigd is. Een aantal recentere attracties zijn te vinden rondom de zogeheten Sint-Nicolaasplaets, die uitloopt in het naar ex-ontwerper Ton van de Ven vernoemde Ton van de Venplein. Hier bevinden zich de darkride Droomvlucht, de openluchtarena Raveleijn, het madhouse Villa Volta en een station van de Stoomtrein.
Attracties
- Stoomtrein met Station Marerijk (stoomtreinrit door de Efteling)
- Droomvlucht (hangende darkride)
- Raveleijn (theater)
- Villa Volta (madhouse)
- Kindervreugd (speeltuin)
- Volk van Laaf (wandeling door het sprookje 'Het Volk van Laaf' tevens met de Monorail, een speelvijvertje en speeltoestellen)
- Anton Pieckplein (op het plein bevinden zich zes draai- en zweefmolens, acht sprookjes en diverse eetgelegenheden en terrasjes) (authentieke carrousels)
- Efteling Museum (museum)
- Stoomcarrousel (draaimolen)
- Diorama (miniatuurwereld)

#### Anderrijk
Anderrijk ligt in het zuiden van het park en grenst in het oosten aan Ruigrijk en in het noorden aan de Pardoes Promenade. Het gebied telt enkele losstaande attracties met elk een eigen thema: het in 1978 geopende Spookslot, de naar Precolumbiaanse Latijns-Amerikaanse culturen gethematiseerde wildwaterbaan Piraña, de op de sprookjes van Duizend-en-een-nacht gebaseerde darkride Fata Morgana, de dubbele familie-achtbaan Max & Moritz en de 4D-cinema Fabula. Op 4 september 2022 werd Spookslot definitief gesloten om plaats te maken voor Danse Macabre.
Attracties
- Fata Morgana (dark water ride)
- Max & Moritz (dubbele gemotoriseerde achtbaan)
- Piraña (rapid river)
- Danse Macabre

#### Reizenrijk
Reizenrijk ligt in het noorden van het park en grenst in het westen aan Marerijk en in het zuiden aan Ruigrijk. Het rijk wordt voor het grootste deel ingenomen door de zogeheten Siervijver, waarover bezoekers een rondvaart kunnen maken in de Gondoletta. Rondom de vijver liggen onder andere de zwevende tempel Pagode en het restaurantcomplex "Panorama". Aan het plein achter dit gebouw liggen de grotere attracties van het rijk: de darkride Carnaval Festival, de schuitjesmolen Sirocco en de donkere achtbaan Vogel Rok.
Attracties
- Gondoletta (tow boat ride)
- Pagode (uitkijktoren)
- Archipel (Avontureneiland)
- Sirocco (theekopjesattractie)
- Carnaval Festival (darkride)
- Vogel Rok (overdekte achtbaan)
- Kleuterhof (speeltuin)
- IJspaleis (schaatsbaan) Geopend tijdens Winter Efteling
- Kinderspoor (traptreintjes)

#### Ruigrijk
Ruigrijk ligt in het oosten van het park en grenst in het noorden aan Reizenrijk en in het westen aan Anderrijk. Het rijk dankt zijn naam aan het feit dat zich hier de spectaculairste attracties van de Efteling bevinden. De aanzet hiertoe werd gegeven toen hier in 1981 de Python opende, een stalen achtbaan met vier inversies. Latere attracties die hiertoe bijdragen zijn het schommelschip de Halve Maen, de waterachtbaan De Vliegende Hollander, de dubbele houten achtbaan Joris en de Draak en de duikachtbaan Baron 1898. Verder bevinden zich in het rijk een aantal kleinere attracties die op kinderen gericht zijn en een opstapstation voor de Stoomtrein met de naam Station de Oost, dat is vormgegeven in de stijl van de Nederlandse koloniën en tevens diverse eetgelegenheden bevat. Op 31 mei 2021 is speelbos Nest! geopend. Dit is een speelbos voor kinderen met én zonder beperking.
Attracties
- Python (stalen achtbaan)
- Joris en de Draak (houten racer achtbaan)
- De Vliegende Hollander (waterachtbaan)
- Baron 1898 (duikachtbaan)
- Game Gallery (spellengalerij)
- De Halve Maen (schommelschip)
- De Oude Tufferbaan (oldtimerbaan)
- Stoomtrein met Station de Oost (stoomtreinrit door de Efteling)
- Nest! (speelbos)

#### Sprookjesbos
De ontstaansgeschiedenis van de Efteling ligt in Marerijk, waar in 1952 het Sprookjesbos werd geopend waarin anno 2020 dertig sprookjes worden uitgebeeld. Vanaf november 2023 wordt het Sprookjesbos als een apart themagebied gezien.
Sprookjes
- Doornroosje
- Het kabouterdorp
- De zes dienaren
- Roodkapje
- Pinokkio
- De rode schoentjes
- De trollenkoning
- Het Stoute Prinsesje (Sprekende Papegaai)
- Raponsje
- De Kleine Zeemeermin
- Draak Lichtgeraakt
- De Wolf en de Zeven Geitjes
- Hans en Grietje
- Vrouw Holle
- Kleine Boodschap
- Tafeltje dek je, ezeltje strek je, knuppel uit de zak
- Sneeuwwitje
- De Zes Zwanen
- Assepoester
- Het bruidskleed van Genoveva
- De Kikkerkoning
- De magische klok
- De Indische Waterlelies
- Klein Duimpje
- Repelsteeltje
- Het Meisje met de Zwavelstokjes
- De Nieuwe Kleren van de Keizer
- Sprookjesboom
- De Vliegende Fakir
- De Chinese Nachtegaal
- De Prinses op de Erwt

#### Horeca en winkels
| Jaar | Omzet horeca   |
| ---- | -------------- |
| 2005 | € 45,0 miljoen |
| 2006 | € 48,1 miljoen |
| 2007 | € 45,0 miljoen |
| 2008 | € 46,4 miljoen |
| 2009 | € 36,8 miljoen |
| 2010 | € 44,3 miljoen |
| 2011 | € 50,1 miljoen |
| 2012 | € 56,1 miljoen |
| 2013 | € 52,0 miljoen |
| 2014 | € 56,1 miljoen |
| 2015 | € 52,0 miljoen |
| 2016 | € 65,2 miljoen |
| 2017 | € 74,9 miljoen |
| 2018 | € 81,7 miljoen |

In het park zijn ongeveer 25 horecagelegenheden. Het aanbod loopt uiteen van grote en kleine snacks tot snacks en gerechten uit de Mexicaanse (Casa Caracol), Oosterse (Oase), Aziatische (Toko Pagode) en oud-Nederlandse keuken ('t Gebraad). De meeste restaurants sluiten wat betreft aankleding en assortiment aan op het themagebied of de attractie(s) waar ze in of bij liggen. Zo wordt in het Ruigrijk, waar enkele maritiem gethematiseerde attracties staan, vis verkocht bij De Meermin. Aan en in de omgeving van het Anton Pieckplein worden veel traditionele producten verkocht, variërend van poffertjes en wafels tot suikerspinnen en zuur- en kaneelstokken.
De horeca in het Reizenrijk is voornamelijk geconcentreerd in het complex Panorama, dat zowel een bedienings- als een zelfbedieningsrestaurant bevat. Verder zijn er 't Poffertje, Het Wapen van Raveleijn (Marerijk) en Polles Keuken (Fantasierijk) als bedieningsrestaurants, en zijn er Het Witte Paard, De Gulden Gaarde (beide Marerijk) en het Fabula Restaurant (Anderrijk) voor zelfbediening. In de winter van 2021 opende er met Bäckerei Krümel een nieuwe bakkerij in het Anderrijk. Bäckerei Krümel vertelt het verhaal van de zesde streek van Max & Moritz en was een investering van 3 miljoen euro. Het Efteling Theater heeft een eigen eetgelegenheid: Theaterrestaurant Applaus.
De horeca in de Efteling was in 2016 goed voor een omzet van 66,5 miljoen euro. De omzet van de horeca is in 2018 met 9,1% gestegen tot 81,7 miljoen euro ten opzichte van 2017. In 2018 stond de Efteling op de 39e plaats van de grootste Nederlandse horecabedrijven. De 81,7 miljoen euro omzet in 2018 kon onderverdeeld worden in 57,73 miljoen euro uit eten en drinken en 23,87 miljoen euro uit logies.
Naast horecagelegenheden heeft het park meerdere souvenirwinkels. Bij het entreegebouw bevindt zich sinds 1995 de grootste souvenirshop van het park, Efteldingen. Het merendeel van de souvenirwinkels bevindt zich in het Marerijk, dat in totaal drie van zulke verkooppunten herbergt. Bepaalde grotere attracties zoals Symbolica en Carnaval Festival huisvesten een klein winkeltje bij de uitgang van de attractie. Verspreid door het park staan ook souvenirkarren opgesteld. Het park biedt de mogelijkheid om souvenirs na aankoop naar de uitgang van het park, Efteling Bosrijk, het Efteling Hotel of Efteling Loonsche Land te laten brengen.

### Efteling Wonder Hotel
Het Efteling Wonder Hotel (voorheen Efteling Hotel) is een vier-sterrenhotel. Het is in 1992 geopend en telt 122 kamers en 22 themasuites zoals de Doornroosje- en de Vliegende Hollandersuite. Het hotel bevindt zich in Kaatsheuvel op de splitsing van de Europalaan en de Midden-Brabantweg (N261).

### Efteling Bosrijk

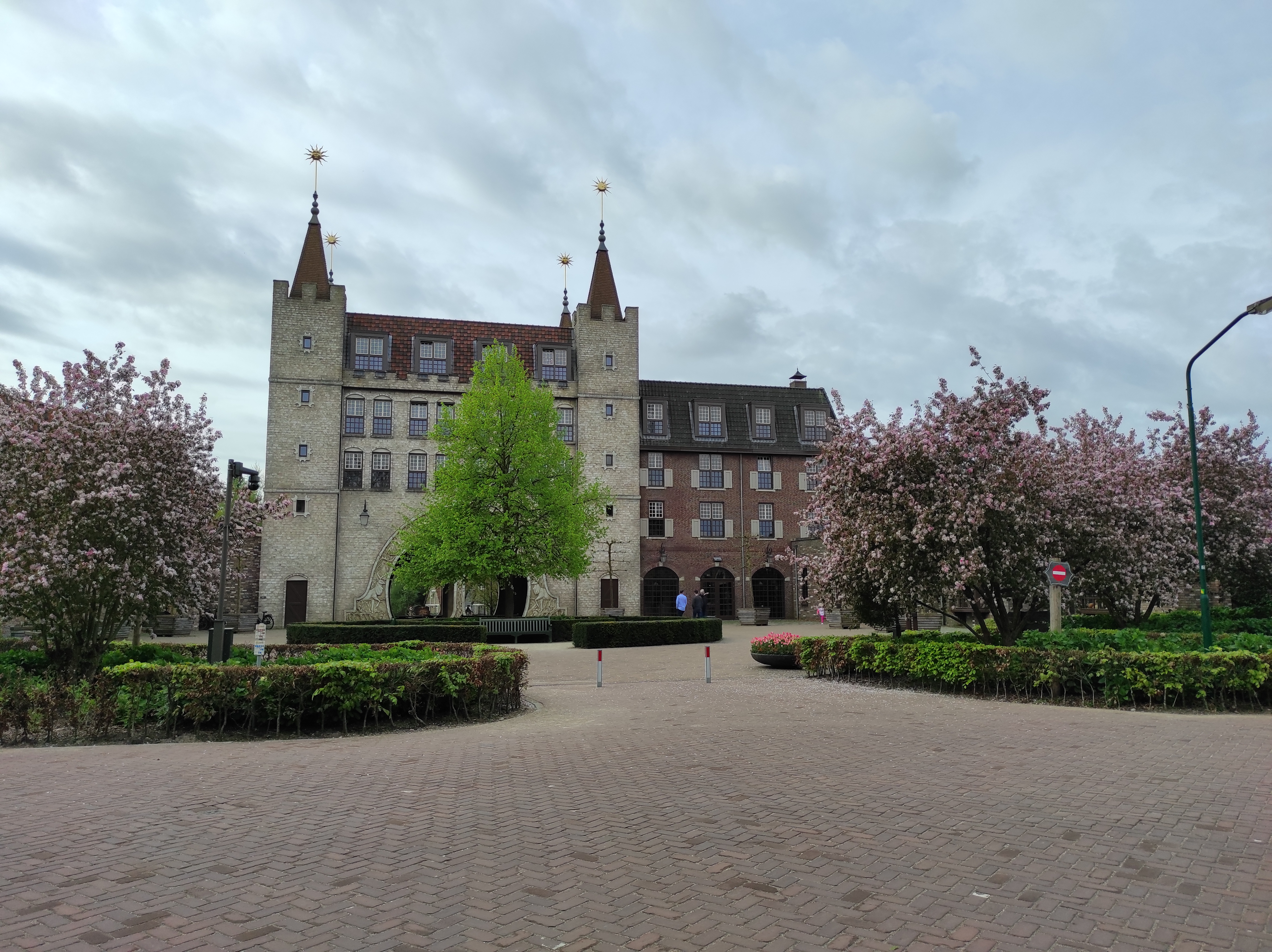
De entree van Efteling Bosrijk

Efteling Bosrijk is een vakantiepark van 17 hectare groot en bestaat uit 203 Dorpshuysen, Boshuysen en appartementen in het Landhuys of Poorthuys, geschikt voor vier, zes, acht, twaalf of 24 personen. Enkele huisjes en appartementen hebben speciale voorzieningen voor gehandicapten. Ook zijn in het park een grand café en een waterspeelplaats voor kinderen. In totaal zijn er ongeveer 1550 bedden en de thematisering en entertainment staan in het teken van Klaas Vaak. Het park is op 12 december 2009 geopend.

### Efteling Loonsche Land Hotel
In Efteling Loonsche Land, gelegen aan de rand van een natuurgebied, bevindt zich een hotel met plaats voor 400 gasten in vier-, vijf- en zespersoonskamers. Heide-, duin- en boshutten voor vier, zes of twaalf personen bieden samen plaats aan nog zeshonderd gasten. Met deze uitbreiding komt het aantal bedden binnen de Wereld van de Efteling op drieduizend. Loonsche Land is zo'n 8 hectare groot, ligt op twintig minuten lopen van het park en opende 31 mei 2017 de deuren. De bouw van het vakantiepark kostte 30 miljoen euro.

### Efteling Grand Hotel
Pal naast het entreegebouw is in 2025 het Efteling Grand Hotel geopend. Dit is het grootste hotel van het park met 140 kamers en 700 bedden, verspreid over zeven verdiepingen. Het is tevens het eerste hotel dat zich binnen de parkgrenzen bevindt in plaats van erbuiten. Er zijn twee restaurants en twee souvenirswinkels en het hotel heeft ook een eigen zwembad. 

### Efteling Golfpark
Het Efteling Golfpark was een 18-holes golfcomplex in het beheer van de Efteling. Vanaf 2021 wordt het beheer uitbesteed aan een externe partij en heet het Golfpark De Loonsche Duynen. De Efteling blijft wel eigenaar van de grond en gebouwen van het golfpark.

### Villa Pardoes
Villa Pardoes is een vakantieverblijf in Kaatsheuvel voor ernstig, mogelijk levensbedreigend zieke kinderen. Samen met hun ouders, broertjes en zusjes beleven zij hier een week lang gratis een vakantie. Villa Pardoes richt zich op zieke kinderen uit Nederland en Vlaanderen in de leeftijdscategorie van vier tot twaalf jaar oud.

## Toekomst
Het park kondigde in 2015 aan de ambitie te hebben om in 2030 7 miljoen gasten te kunnen ontvangen, hiervoor hebben ze het Bestemmingsplan Wereld van de Efteling 2030 opgesteld in de periode van 2015 tot 2018. Binnen het bestemmingsplan gaat het park zich in eerste instantie uitbreiden naar de oostkant tot aan De Horst en de N261. Na de oostelijke uitbreiding zal het park zich in westelijke richting uitbreiden op de plek waar in 2018 nog parkeerplaatsen gevestigd zijn. In 2018 is het bestemmingsplan unaniem vastgesteld binnen de gemeente Loon op Zand, in het vervolg van de procedure kwamen er drie beroepschriften binnen bij de Raad van State. Twee beroepschriften werden door de raad in behandeling genomen en in de tussentijd besloot de raad dat De Efteling niet mocht beginnen met de uitvoering van het plan. Met een aanpassing van een aantal punten door het college van burgemeester en wethouders zijn de gebreken in het bestemmingsplan hersteld in juni 2021.
Door het uitbreken van de coronapandemie en de meerdere sluitingen van het park die dat tot gevolg had, moest het park de investeringen herzien. Er werd besloten om de uitbreiding richting de oostkant een aantal jaar uit te stellen en te focussen op uitbreidingen binnen de bestaande parkgrenzen. Het bedrijf kondigde op 24 januari 2022 aan € 75 miljoen te gaan investeren in de komst van een nieuw hotel binnen de parkgrenzen op het Dwarrelplein en in een attractie die het Spookslot zal vervangen. Deze attractie met de naam Danse Macabre en werd in het najaar van 2024 geopend. 

## Evenementen
De Efteling heeft een aantal jaarlijks terugkerende evenementen op de kalender staan:

### Winter Efteling
Van medio november tot eind januari is de Efteling geopend onder de naam Winter Efteling. Er zijn dan verschillende specifieke winteractiviteiten, zoals een langlaufbaan op het tracé van de traptreintjes. Tijdens de Winter Efteling zijn vrijwel alle attracties open. De Vliegende Hollander en de Piraña zijn vanaf het einde van de kerstvakantie gesloten en Joris en de Draak, de Python, Halve Maen en D'Oude Tuffer zijn alleen geopend wanneer de weersomstandigheden het toelaten. Wel is er extra entertainment. Het evenement moest in 2020 en 2021 voortijdig worden afgebroken omdat het pretpark moest sluiten vanwege de aangescherpte coronamaatregelen.

### Efteling Oud & Nieuw
Op 31 december is het park tot na middernacht geopend tijdens het Efteling Oud & Nieuw evenement. Op deze oudejaarsavond is er extra entertainment in het park, met ter afsluiting om 00.00 uur een vuurwerkshow. Voor dit evenement dient een apart kaartje te worden gekocht. De kaartverkoop voor Oud en Nieuw start jaarlijks in de maand september. De edities van 2020 en 2021 werden afgelast vanwege de coronacrisis.

## Ligging

### Oppervlakte
In oppervlakte is de Efteling een van de grootste themaparken van de Benelux. Exclusief de parkeerruimte, maar met inbegrip van het dienstencentrum en andere voor het publiek niet-toegankelijke delen van het park, is het 72 hectare groot. Ter vergelijking: het voor publiek toegankelijke gedeelte van Disneyland Park beslaat iets meer dan 56 hectare.
Het voor het publiek toegankelijke deel van het park is 65 hectare. Het grootste gedeelte van het park wordt ingenomen door beplanting (zo'n 30 hectare), gazons (5 hectare) en waterpartijen, zoals de Gondoletta en de Vonderplas (7 hectare). Verharde wegen en pleinen zijn samen goed voor 12 hectare. Er is 11 hectare aan parkeerruimte. De gehele Wereld van De Efteling, waaronder alle verschillende onderdelen vallen die aan het park verbonden zijn, beslaat 276,1 hectare.

### Infrastructuur
De Efteling is gelegen aan de Europalaan in Kaatsheuvel, te bereiken via een eigen aansluiting vanaf de N261. Het park is te bereiken per auto, per fiets en per bus. Er rijden lijnbussen vanaf de stations van Tilburg en 's-Hertogenbosch.

## Economie en bestuur

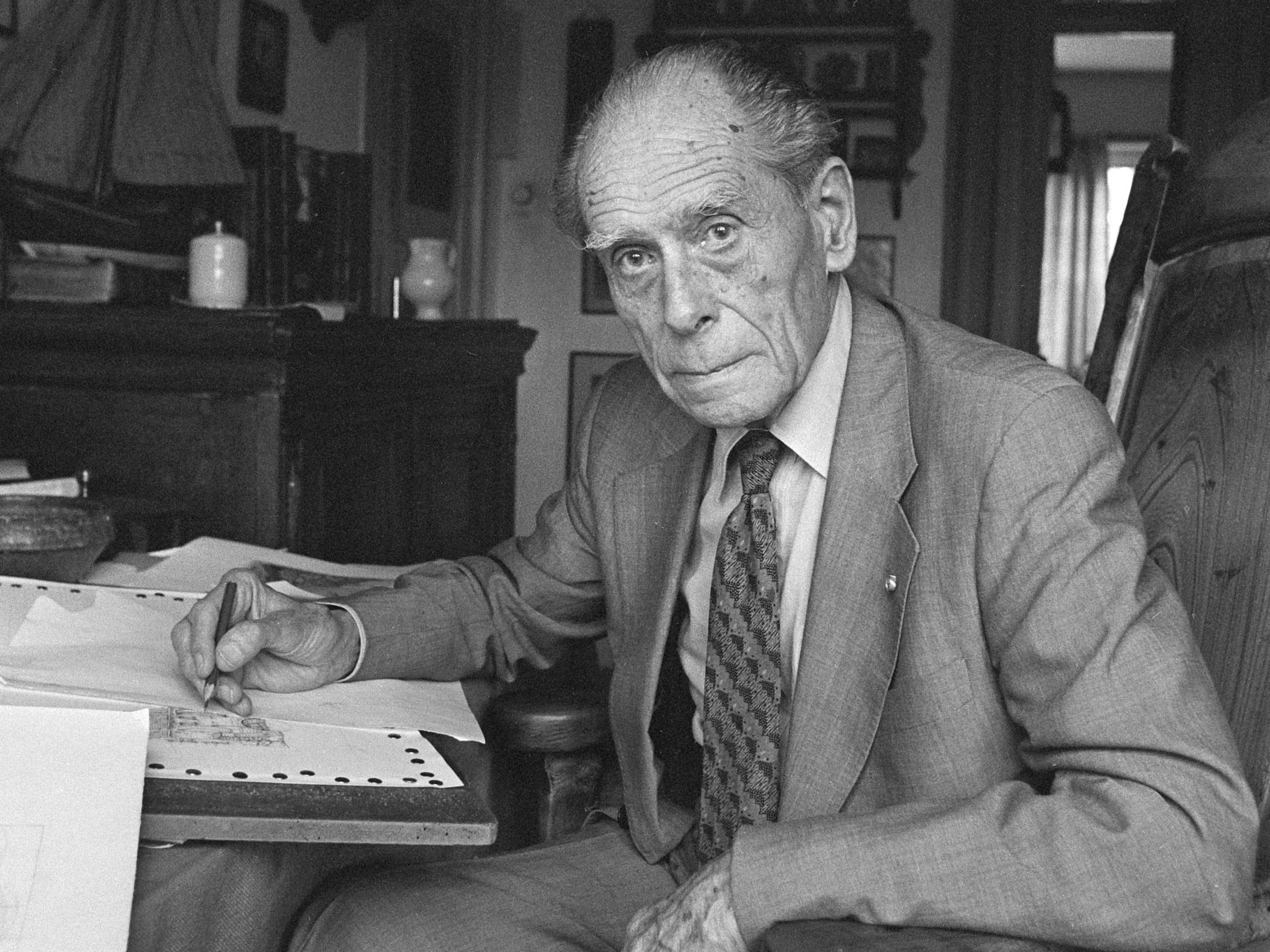
Anton Pieck is vooral bekend geworden om zijn romantische tekeningen met levendige taferelen uit een geïdealiseerd nostalgisch verleden en om het sprookjesbos in De Efteling

### Beheer
De Efteling is een besloten vennootschap (B.V.) met de Stichting Natuurpark De Efteling als enige grootaandeelhouder. Deze stichting is in 1950 opgericht door R.J.Th. van der Heijden, Peter Reijnders en Anton Pieck. Het bedrijf wordt geleid door twee directeuren, die worden bijgestaan door een raad van commissarissen. De directeuren hebben de leiding over het attractiepark, de hotels, de bungalowparken en het theater.
Directievoorzitter Bart de Boer gaf tussen 1 juni 2008 en 1 september 2013 leiding aan het bedrijf tijdens een periode van groei. Sinds 17 april 2014 is Fons Jurgens voorzitter van de raad van bestuur.

### Personeel
In 2000 had de Efteling 1670 werknemers, van wie vierhonderd in vaste dienst waren (circa 24%), 450 seizoensmedewerkers (circa 27%) en 820 vakantiekrachten (circa 49%). In 2014 waren er 2381 medewerkers in dienst.
De Efteling speelt een belangrijke rol in de lokale en regionale werkgelegenheid. Het aandeel van het toerisme in de werkgelegenheid is in de gemeente Loon op Zand, waar de Efteling ligt, het grootste van alle Noord-Brabantse gemeentes. In Loon op Zand maakt de toeristische sector 27 procent uit van de totale werkgelegenheid, terwijl dat aandeel in de gehele provincie Noord-Brabant 5,6 procent bedraagt (2001). Van de vakantiewerkers in de Efteling is 85% afkomstig uit de nabije omgeving.

### Bezoekersaantallen
In 1951 werden er 50.000 bezoekers ontvangen. In het jaar 1952, het jaar waarin het Sprookjesbos werd geopend en dat door Efteling vaak wordt gecommuniceerd als het openingsjaar, ontving het park 222.941 bezoekers. In 1978 werd de 25 miljoenste bezoeker ontvangen, in 1991 de 50 miljoenste (sinds 1952), in 2009 passeerde de honderd miljoenste bezoeker de toegangspoorten.
Op 19 juni 2015 zette de Efteling haar 123.456.789e bezoeker in de bloemetjes. Met circa 4,7 miljoen bezoekers in 2015 was de Efteling het best bezochte attractiepark van Nederland. De grootste concurrenten in de Nederlandse markt waren dat jaar Duinrell met 1,4 miljoen bezoekers, Attractiepark Slagharen met 997 duizend bezoekers en Walibi Holland met 860 duizend bezoekers. Op de Europese ranglijst van 2018 nam de Efteling de derde plaats in, na respectievelijk het Disneyland Park bij Parijs met 9,843 miljoen bezoekers en het Zuid-Duitse Europa-Park met 5,72 miljoen bezoekers. Wereldwijd stond de Efteling op de 22e plaats.
In 2017 trok het park voor het eerst meer dan 5 miljoen bezoekers (5,18), in 2023 mocht de Efteling het een recordaantal van 5,456 miljoen bezoekers verwelkomen, waarmee het al jaren de best bezochte dagattractie van Nederland is. In 2021 was het zelfs, weliswaar dankzij de coronacrisis, het best bezochte attractiepark van Europa.
In 2019 kwam 80% van de bezoekers uit Nederland. 1 op de 5, oftewel ruim een miljoen bezoekers kwamen toen dus uit het buitenland, terwijl dit in 2006 nog op 16% lag. In 2005 had 94 procent van alle Nederlanders minimaal een keer een bezoek gebracht aan de Efteling. Van de gasten van het Efteling Hotel was in 2008 ruim 85 procent afkomstig uit Nederland. Verder overnachtten hier toen onder andere Belgen, Duitsers en Israëliërs.
Hieronder volgt een overzicht van de ontwikkeling van de bezoekersaantallen van de Efteling in de periode 1952-2020.
Vanwege een beveiligingsprobleem met de MediaWiki Graph-software is het momenteel niet mogelijk deze grafiek weer te geven. Zodra de software is bijgewerkt zal de grafiek vanzelf weer zichtbaar worden.

### Entreeprijsontwikkeling
Hieronder volgt een overzicht van de ontwikkeling van de entreeprijs aan de kassa in euro's van de Efteling in de periode 1952-2016. Online bestelde tickets waren 2 euro goedkoper. Eind 2022 werden de kassa's weggehaald, waardoor er alleen nog maar online tickets te verkrijgen zijn. In de maanden juli en augustus zijn tickets 3 euro duurder, aangezien het park dan tot 22 uur geopend is.
Vanwege een beveiligingsprobleem met de MediaWiki Graph-software is het momenteel niet mogelijk deze grafiek weer te geven. Zodra de software is bijgewerkt zal de grafiek vanzelf weer zichtbaar worden.
Voor de periode 1952 tot 2002 is de entreeprijs van guldens naar euro's omgerekend.
In 1952 was de entreeprijs 0,80 gulden (0,36 euro). De prijs was 1 gulden van 1956 tot 1965.
De prijs steeg tot 42 gulden in 2001 en werd 21 euro in 2002, na de overgang van gulden naar euro.

### Resultaten
|                     | 2008  | 2009  | 2010 | 2011 | 2012 | 2013 | 2014 | 2015 | 2016 | 2017  | 2018  | 2019  | 2020  | 2021  | 2022  | 2023  |
| Duizenden bezoekers | 3300  | 4000  | 4000 | 4100 | 4200 | 4150 | 4400 | 4680 | 4760 | 5180  | 5350  | 5260  | 2900  | 3300  | 5430  | 5560  |
| Fte                 | 993   | 1087  | 1163 | 1257 | 1280 | 1198 | 1268 | 1357 | 1393 | 1495  | 1610  | 1673  | 1551  |       | 1701  | 1795  |
| Omzet*              | 116,5 | 128,4 | 130  | 144  | 149  | 148  | 165  | 181  | 190  | 211,3 | 224,2 | 227,7 | 140,4 | 157,8 | 265,9 | 288,7 |
| Bruto winst*        | 12,6  | 15,3  | 11,4 | 9,1  | 8,6  | 8,9  | 12,6 | 19,6 | 22,4 | 33,5  | 33,0  | 28,7  | -14,4 |       | 48,5  | 52,3  |
| Netto winst*        | 8,3   | 10,3  | 7,3  | 4,7  | 5,1  | 5,4  | 8,4  | 13,1 | 14,7 | 23    | 23,6  | 19,3  | -11,4 | 11,4  | 33,9  | 37,8  |

 * omzet en winst in miljoenen euro's
In 2019 viel de omzet van 227,7 miljoen euro te verdelen in 182,4 miljoen euro (+0,94%) omzet Efteling Park, 17,2 miljoen (+3,6%) Efteling Bosrijk, 10,7 miljoen (-1,8%) Efteling Hotel, 8,7 miljoen Efteling Loonsche Land (+7,4%), 0,7 miljoen (0,0%) Efteling Extern en 1,5 miljoen (-6,3%) Efteling Golfpark. Verder kwam 6,5 miljoen euro (+16,1%) uit overige opbrengsten als licenties en sponsoropbrengsten.

## Het merk 'Efteling'

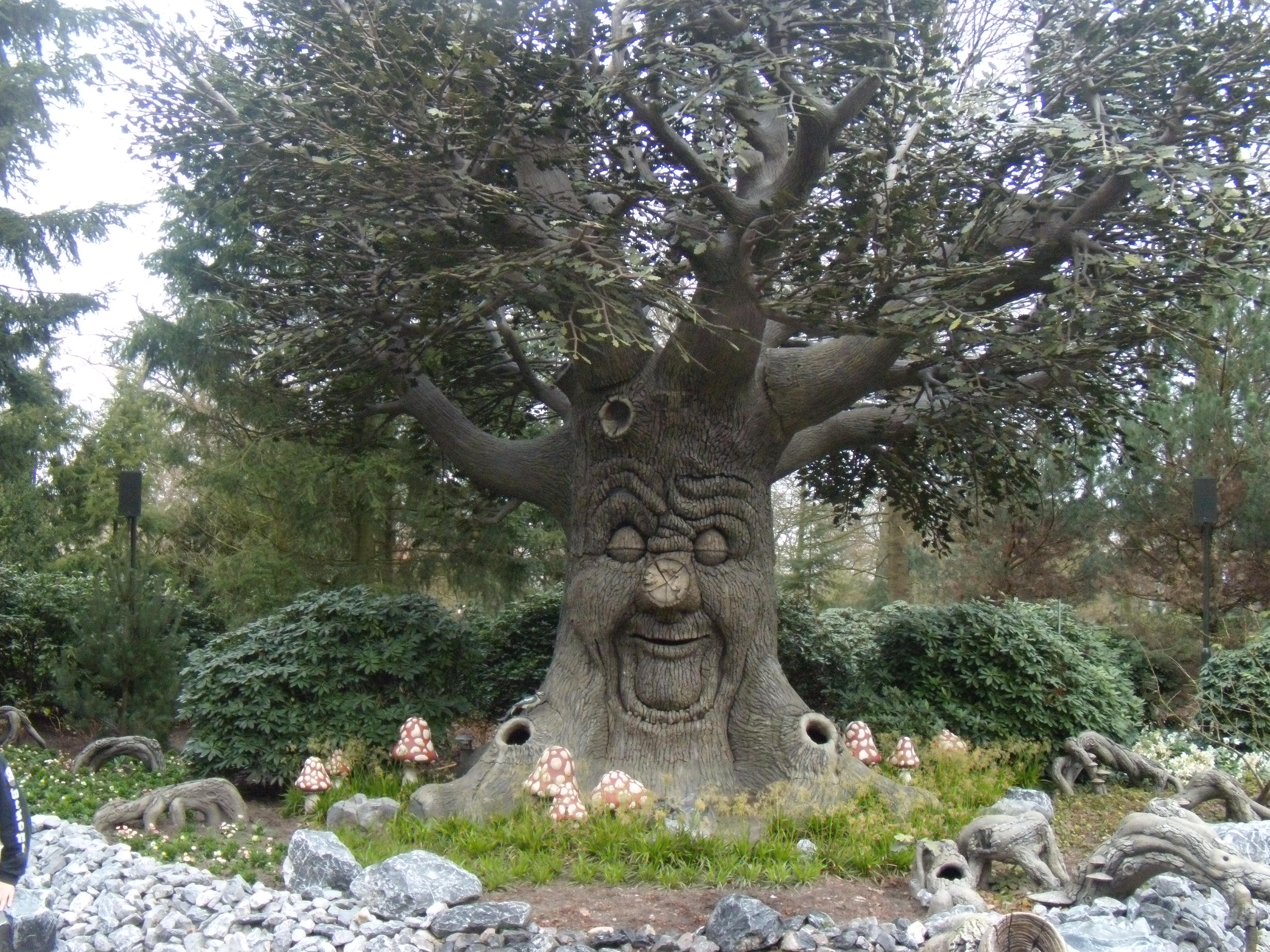
De 3D-animatiereeks en attractie De Sprookjesboom

De Efteling breidt de activiteiten buiten het park steeds verder uit. De merknaam Efteling is verbonden aan verschillende producten. Zo is in samenwerking met Friesche Vlag "Eftelingvla" ontwikkeld en kwam in maart 2008 Efteling Tycoon op de markt, een computerspel van Atari waarbij de speler zelf zijn eigen virtuele attractiepark ontwikkelt en beheert. Bekende Eftelingfiguren en -personages zijn Pardoes en Pardijn, O.J. Punctuel, de Sprookjesboom, de Sprookjesbosbewoners, het volk van Laaf, Jokie en Jet, Klaas Vaak en de Sprookjessprokkelaar.

### Efteling Media
Efteling Media is de televisie/film-productiemaatschappij, het radiostation (Efteling Kids Radio), boekenuitgever en de muziekproducent van de Efteling. Ze produceert in de meeste gevallen samen met een andere maatschappij. Efteling Media is onder andere de producent van het programma Sprookjes, dat sinds 2004 op Ketnet wordt uitgezonden. De 3D-animatiereeks Sprookjesboom, die in 2006 voor het eerst werd uitgezonden via de TROS en Ketnet, is geproduceerd door Efteling Media. In de serie vervullen de bekendste Sprookjesbosbewoners de hoofdrol. In 2009 volgde een ander programma: Sprookjes van Klaas Vaak, waarin Klaas Vaak sprookjes in het zand tekent. Het zandkasteel uit dit programma is te zien in Efteling Bosrijk. De directie van het park heeft ideeën voor een complete televisiezender van de Efteling.
Op 21 juli 2008, tijdens de Zevenmijlszomer, ging om 10.43 uur Efteling Radio van start. Aanvankelijk mocht de naam Radio Efteling van het Commissariaat voor de Media niet worden gebruikt en koos de Efteling voor de naam Radio 777, maar later kreeg het attractiepark alsnog toestemming om de naam 'Radio Efteling' te gebruiken. Later werd de naam gewijzigd naar Efteling Radio. De zender werd geleid door Arnoud Schellenberg, die eerder werkte bij 100%NL. De radiostudio is gevestigd in het Huis van de Vijf Zintuigen. Het station zond eerst uit in een straal van 20 kilometer rondom het park en richtte zich vooral op de bezoekers van het attractiepark, met onder andere verkeers- en parkeerinformatie, gesprekken met bezoekers en live-straatmuziek. In juli 2010 werd de etherfrequentie uitgeschakeld, waarna het radiostation doorging als landelijk kabelstation gericht op kinderen. Naast de kabel is de zender ook landelijk te beluisteren via DAB+ VHF-kanaal 11C (220,352 MHz) en via de livestream op internet. Sinds 2015 heet hij Efteling Kids Radio. Op 1 april 2021 werden alle gepresenteerde programma's op de zender stopgezet; vanaf die datum werd Efteling Kids Radio een station met non-stopmuziek.

## Inspiratie
De Efteling heeft zich tijdens het ontwerpproces geregeld laten inspireren door andere attractieparken en bezienswaardigheden. Andersom hebben andere parken zich door de Efteling laten inspireren. Voorbeelden hiervan zijn:
- Carnaval Festival is geïnspireerd op de Disney-attractie It's a small world.[74]
- Het gebouw en de geluidseffecten van de achtbaan Baron 1898 zijn gebaseerd op de Oranje-Nassau mijn in Heerlen. Het ontwerpteam van het park heeft hiervoor ook het Nederlands Mijnmuseum bezocht.
- De attractie Villa Volta was de eerste madhouse van de wereld. In de jaren die daarop volgden, realiseerden meerdere attractieparken soortgelijke attracties zoals Walibi Belgium en Phantasialand.
- De darkride Symbolica is gebaseerd op de Disney-darkride Mystic Manor.[75]
- Het themagebied Magische Vallei in Attractiepark Toverland toont overeenkomsten met het Volk van Laaf. Dit komt doordat Ton van de Ven geholpen heeft tijdens het ontwerpproces.
- De attractie Het Paleis van Ali Baba in Walibi Belgium was op een aantal punten vrijwel identiek aan de Eftelingattractie Fata Morgana. Volgens de Efteling zouden ze slachtoffer zijn geweest van bedrijfsspionage.[76] Dertig jaar later gaf Walibi aan dat er geen sprake is geweest van bedrijfsspionage.[77]
- Pirates of the Caribbean is een inspiratiebron geweest voor Fata Morgana.[78]

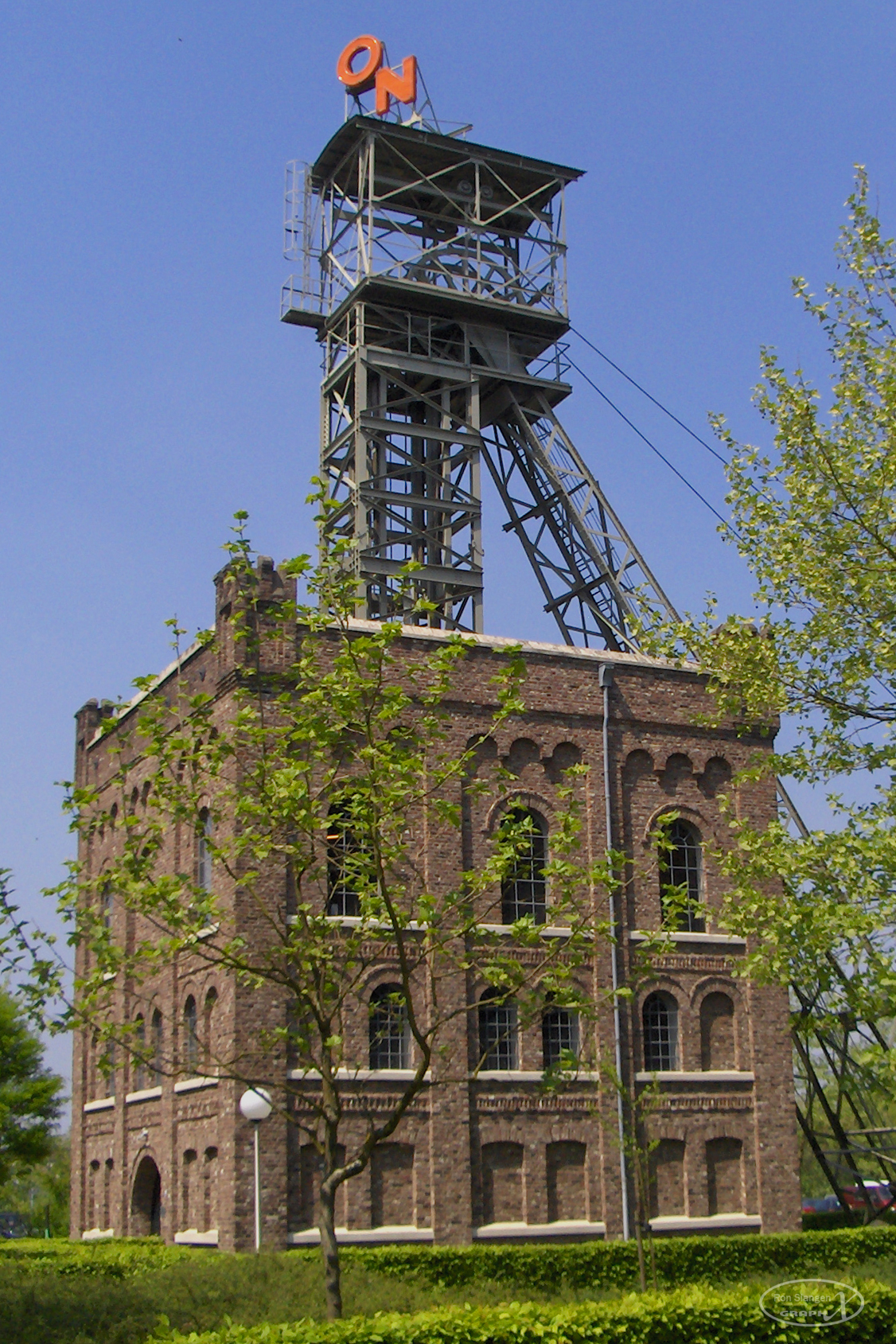
Voormalige Oranje-Nassau mijn in Heerlen
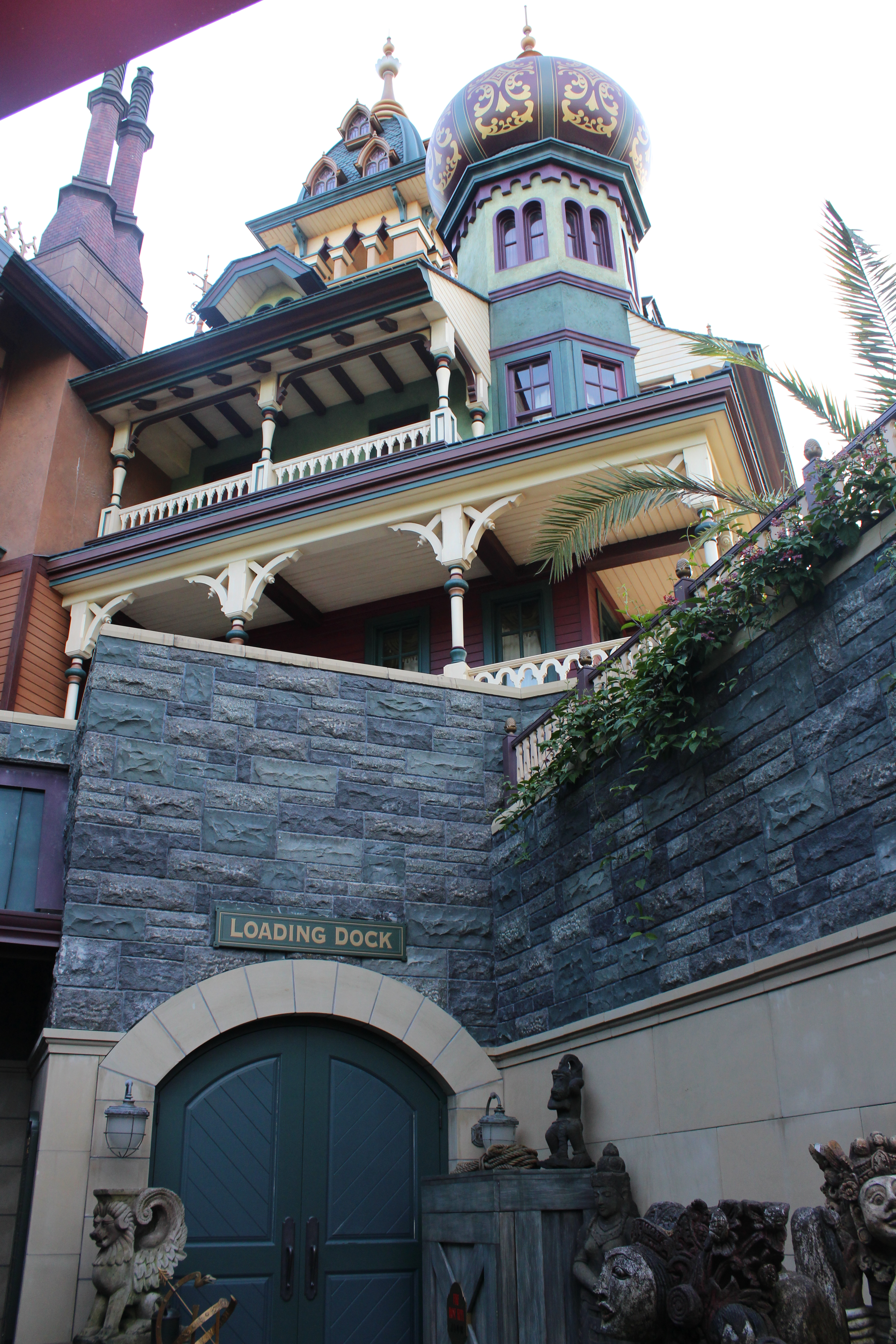
Mystic Manor in Hong Kong Disneyland
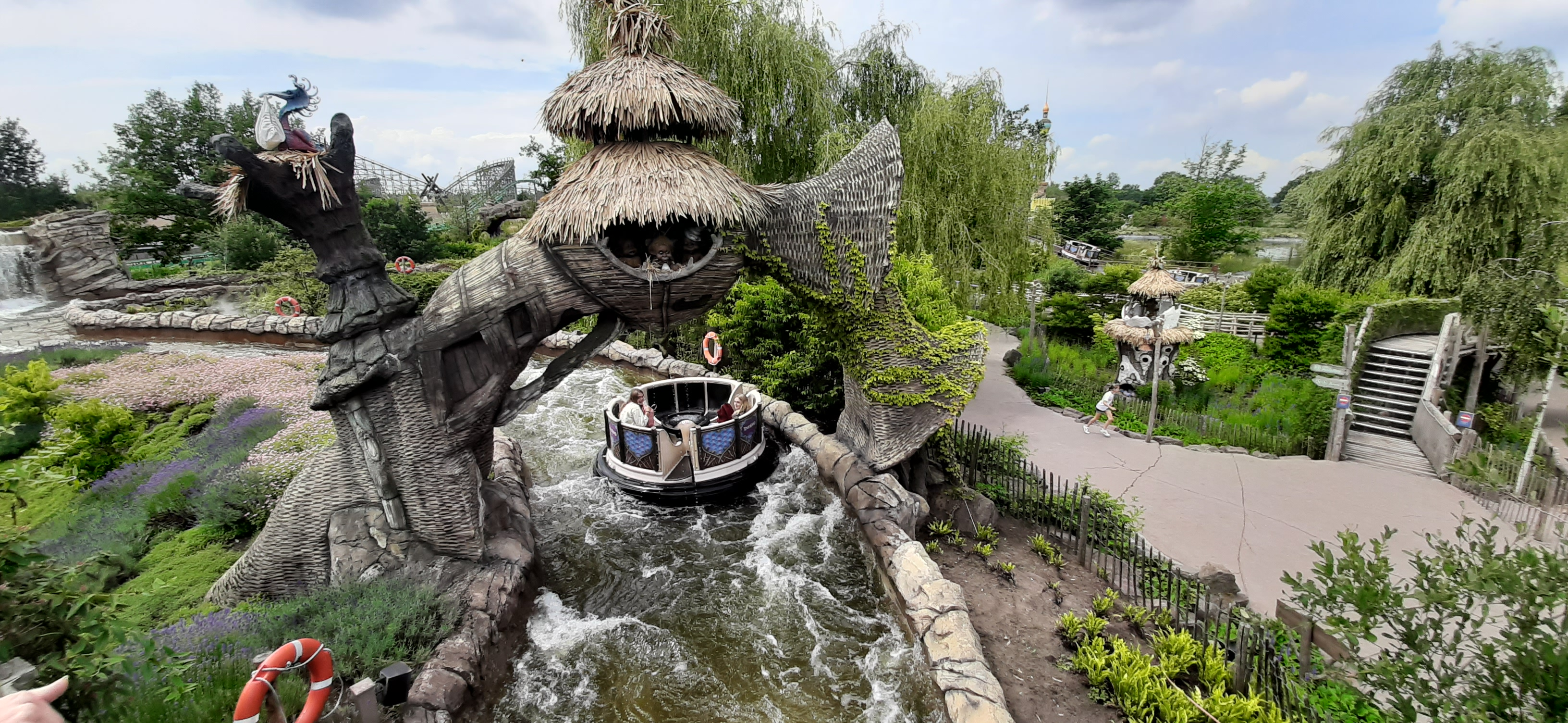
De magische vallei in Attractiepark Toverland
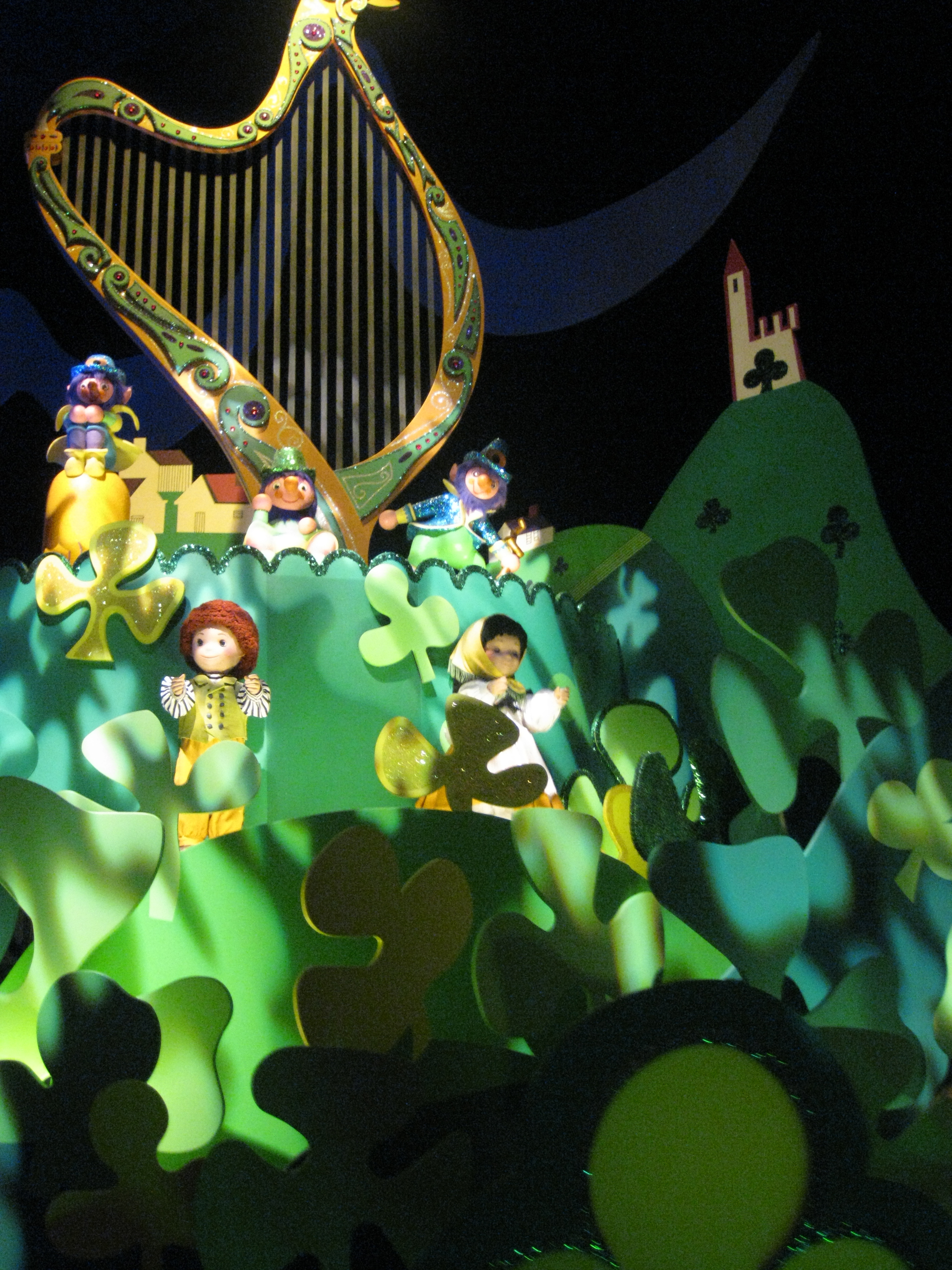
It's a small world
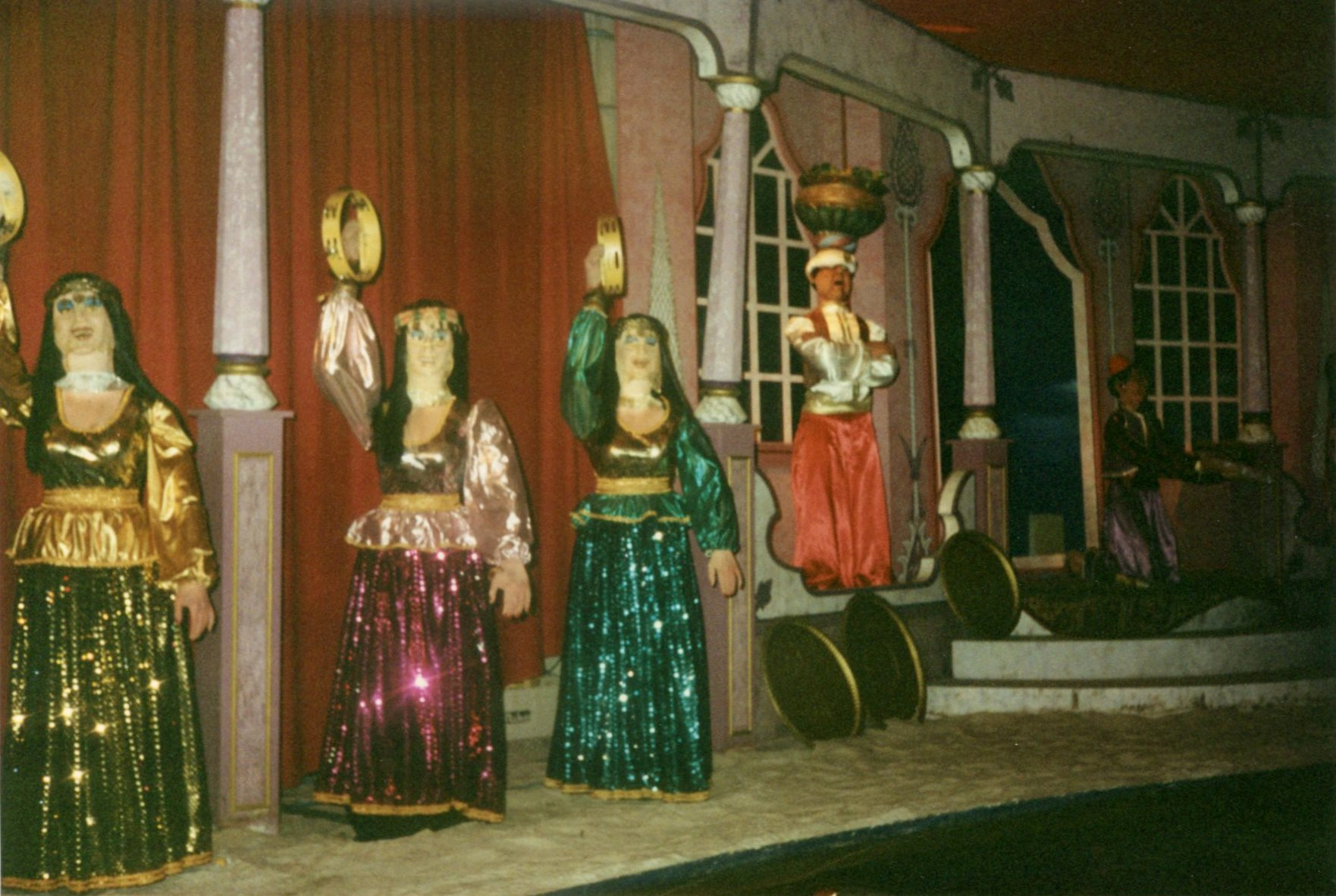
Het Paleis van Ali Baba in Walibi Belgium
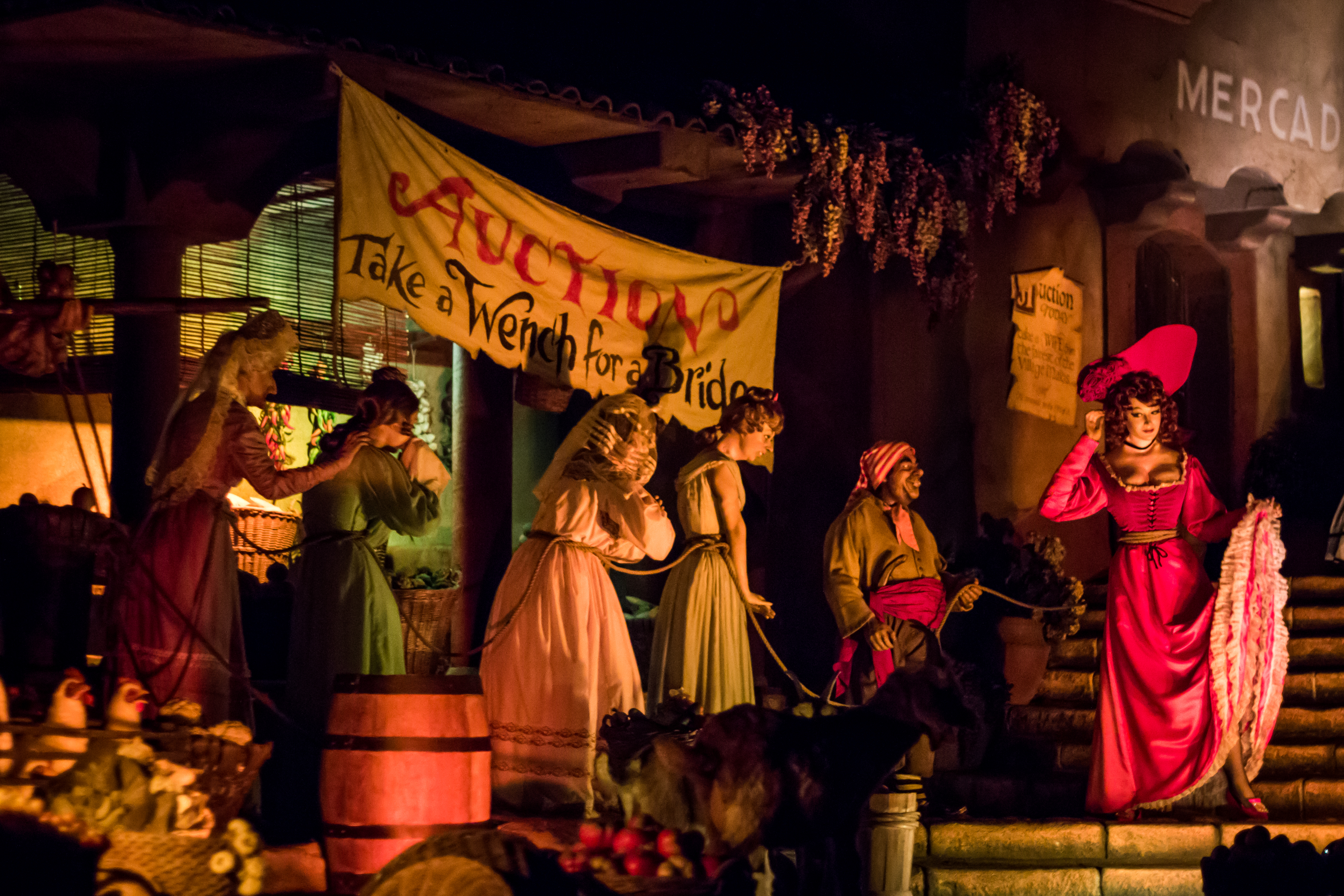
Pirates of the Caribbean in het Disneyland Resort.

## Onderscheidingen
- 1972 - Pomme d'Or - de hoogste toeristische onderscheiding in Europa.
- 1992 - Applause Award van IAAPA voor het beste park ter wereld.
- 1997 - TEA Award For Outstanding Achievement voor Villa Volta.
- 1999 - Big E-Award van de IAAPA1voor beste parkshow ter wereld (Efteling Sprookjesshow).
- 2001 - Big E-Award van de IAAPA1 voor beste parkshow ter wereld (Efteling on Ice).
- 2002 - Nationale Innovatieprijs voor de attractie Pandadroom.
- 2002 - Golden Ticket Awards in de categorieën Beste landschapsarchitectuur en Beste thema- of achtergrondmuziek
- 2003 - Big E-Award van de IAAPA1 voor beste parkshow ter wereld (Wonderlijke Efteling Show).
- 2005 - THEA Classic Award omdat de Efteling ruim 50 jaar succesvol is met uniek ontworpen attracties.
- 2008 - VVV Rob de Bes Award voor vrijetijdssector op het gebied van innovatie, gastheerschap, effectiviteit en reputatie.
- 2008 - Zoover Award voor 'Meest kindvriendelijke hotel van Nederland'.
- 2009 - Klantvriendelijkste bedrijf van Nederland - categorie toerisme en recreatie.
- 2009 - Souvenir Award van de IAAPA in de categorie Best Toy (Sprookjesboom).
- 2010 - Vierde op de lijst van 'Sterkste merk van Nederland'.
- 2010 - Brass Ring Award van de IAAPA1 voor best Human Resources Campagne – Betovering.
- 2011 - ANWB: Leukste uitje van Nederland.[79]
- 2011 - Cinekid Kinderkast Award: categorie fictie (Raveleijn).
- 2011 - Misset Horeca Innovatie Award voor het meest innovatieve horecabedrijf van Nederland.
- 2011 - TEA2: '2009 Theme Index' - met ruim 4 miljoen bezoekers, het derde park van Europa.
- 2012 - Beste attractiepark van Nederland en België.[80]
- 2012 - Beste website van attractieparken in Nederland en België.[80]
- 2012 - Beste personeel van attractieparken in Nederland en België.[80]
- 2012 - 2e plaats Star Award Europa's beste attractiepark.[81]
- 2012 - THEA Award for outstanding achievement voor de watershow Aquanura.[82]
- 2012 - IAAPA1 Brass Ring Award in de categorie Food & Beverage (pannenkoekenrestaurant Polles Keuken).[83]
- 2012 - Zoover Award voor best gewaardeerde attractiepark van Nederland.[84]
- 2012 - 'Pluim van de Senaat' van de Kinderjury 2012 (Raveleijn).[85]
- 2012 - Derde park ter wereld op het gebied van 'Best Landscaping' - door het internationale vakblad Amusement Today.[86]
- 2012 - 100e Gouden Film voor Sprookjesboom de Film (voor 100.000 bezoekers).
- 2013 - Zoover Award voor best gewaardeerde attractiepark van Nederland.[87]
- 2013 - Zesde op de ranglijst 'Sterkste Merk van Nederland.[86]
- 2013 - Leukste Zakelijke Dagattractie van Nederland.[86]
- 2013 - Bungalowspecials: Vakantiepark Efteling Bosrijk beste bungalowpark van Nederland.
- 2014 - ANWB: Leukste uitje van Nederland.[79]
- 2014 - Diamond Themepark Awards: Beste Pretpark, Meest kindvriendelijke Park, Park met Beste Evenementen, Beste Waterattractie (De Vliegende Hollander), Beste Concept-Attractie (Droomvlucht), Mooiste park, e-Award, Beste Fansite, tweede plaats "Beste Pretpark van Europa".[88]
- 2014 - Bungalowspecials: Vakantiepark Efteling Bosrijk beste bungalowpark van Nederland.
- 2015 - ANWB: Leukste uitje van Nederland.[89]
- 2015 - Diamond Themepark Awards: Beste Pretpark, Meest kindvriendelijke Park, Park met Beste Evenementen, Meest spectaculaire park van Nederland, Beste Attractie (Joris en de Draak), Beste dienstverlening, e-Award en Mooiste Park.[90]
- 2016 - Diamond Themepark Awards: Beste Pretpark, Beste Achtbaan (Baron 1898), Beste Attractie (Droomvlucht), Meest kindvriendelijke park van Nederland, Mooiste Park van Nederland, E-Award, Beste show van Nederland (Aquanura), Beste Food and Beverage en Beste nieuwe Attractie (Baron 1898).[91]
- 2016 - Sitecore Experience Awards 2016: Beste Contentstrategie van Benelux en Frankrijk.[92]
- 2017 - ANWB Leukste dagje uit van Nederland.[93]
- 2017 - De Persgroep: Beste Uitje van Nederland 2017.[94]
- 2017 - Themeparkinsider.com: Beste themapark ter wereld.[95]
- 2017 - TEA Award For Outstanding Achievement voor Symbolica.[96]
- 2017 - TripAdvisor: Efteling verkozen tot 2017 Travellers’ Choice Park.
- 2018 - Diamond Themepark Awards: Beste pretpark van Nederland en België, Beste attractie van Nederland en België (Symbolica), Beste nieuwe attractie van Europa (Symbolica), Beste parkshow van Nederland en België (Raveleijn), Meest kindvriendelijke park van Nederland en België, Beste themamuziek van Nederland en België (Villa Volta), Beste personeel van Nederland en België, E-award voor beste website, social media en app van Nederland en België, Mooiste park van Nederland, Leukste actie op social media van Nederland en Beste nieuwigheid van Europa.
- 2019 - Beste personeel van alle parken en dierentuinen in Nederland en België.
- 2019 - ANWB: Leukste uitje van Nederland 2019
- 2021 - ANWB: Leukste uitje van Nederland 2021
- 2024 - ANWB: Leukste uitje van Nederland 2024
- 2025 - Uit met Autisme Awards: Meest autismevriendelijke attractiepark van 2025 - 2027